# Dones a Atenes

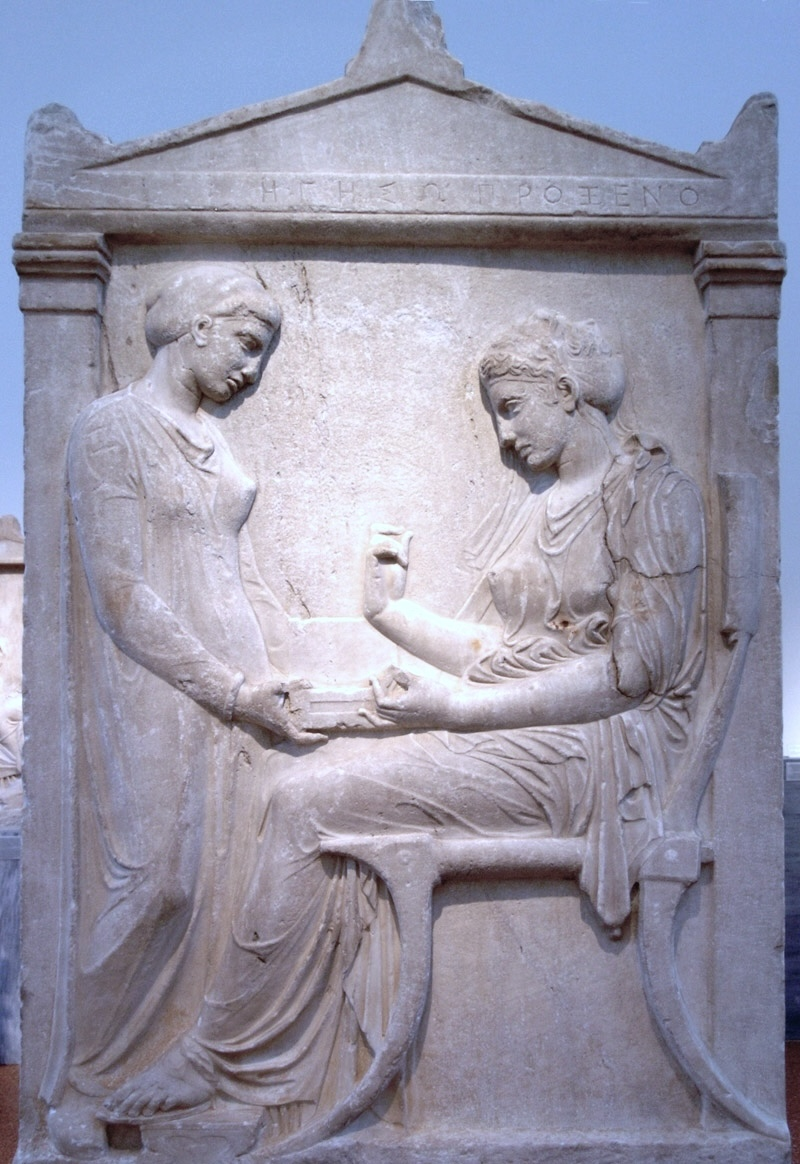
L'estela de la tomba d'Hegeso (c. 410-400 aC) és un dels millors exemples sobrevivents d’esteles d'una tomba àtica. A partir del 450 aC, els monuments funeraris atenesos representaven cada vegada més a les dones a mesura que augmentava la seva importància cívica.

L'estudi de la vida de les dones a l'Atenes clàssica ha estat una part important de la formació clàssica des de la dècada del 1970. El coneixement de la vida de les dones atenenses prové de diverses fonts antigues. Gran part d’ella és evidència literària, principalment de tragèdia, comèdia i oratòria; complementat amb fonts arqueològiques com epigrafia i ceràmica. Totes aquestes fonts van ser creades per homes (i sobretot per a ells); no hi ha testimonis antics sobrevivents de les dones ateneses clàssiques sobre les seves pròpies vides.
Les noies joves d’Atenes de l'època clàssica no tenien educació formal; més aviat, les seves mares les haurien ensenyat les habilitats que necessitarien per dirigir una llar. Es casaven molt joves, sovint amb homes molt més grans que elles. Quan es casaven, les dones ateneses tenien dos papers principals: tenir fills i dirigir la llar. La dona atenesa ideal no sortia en públic ni interactuava amb homes amb els quals no estava relacionada, tot i que aquesta ideologia de reclusió només hauria estat pràctica en famílies benestants. A la majoria de les llars, les dones eren necessàries per dur a terme tasques com anar al mercat i portar aigua, que requerien temps fora de casa on eren possibles les interaccions amb els homes.
Legalment, els drets de les dones eren limitats. Se les va prohibir la participació política i les dones ateneses no tenien permís per representar-se davant la llei, tot i que sembla que les dones meteques sí (un metec era un estranger resident, lliure, però sense els drets i privilegis de la ciutadania). També se les va prohibir la realització de transaccions econòmiques per valor superior a un medimnos d'ordi. Tot i això, sembla que no sempre es va obeir aquesta restricció. En les famílies més pobres, les dones haurien treballat per guanyar diners i també s'haurien encarregat de les tasques domèstiques, com cuinar i rentar la roba. Les dones ateneses tenien una capacitat limitada per posseir béns, tot i que podien tenir dots importants i podien heretar béns.
L'àrea de la vida cívica en què les dones ateneses tenien més llibertat de participar era l'esfera religiosa i ritual. Juntament amb importants festivals reservats exclusivament a les dones, van participar en moltes activitats rituals mixtes. Va tenir especial importància el culte a Atenea Polias, la sacerdotessa de la qual va tenir una influència considerable. Les dones van tenir un paper important a la Panatenea, el festival anual en honor d'Atenea. Les dones també van tenir un paper important en els rituals religiosos domèstics.

## Historiografia

### Les fonts
| «                                                                                                   | No es pot dir massa fort ni massa sovint que la selecció de llibres-textos que ara tenim a l’abast no representa la societat grega en el seu conjunt. | » |
| — John J. Winkler. The Constraints of Desire: The Anthropology of Sex and Gender in Ancient Greece. | |   |

Les principals fonts sobre la vida de les dones d’Atenes de l'època clàssica són literàries, polítiques i legals, i artístiques. Com que les dones tenen un paper destacat en molta literatura atenesa, inicialment sembla com si hi hagués una gran quantitat d’evidències sobre la vida i les experiències de les dones ateneses. Tanmateix, les proves literàries supervivents són escrites exclusivament per homes: els historiadors antics no tenen accés directe a les creences i experiències de les dones ateneses clàssiques. És per això que John J. Winkler escriu a The Constraints of Desire (Les restriccions del desig) que «la majoria dels nostres documents supervivents simplement no es poden prendre amb valor nominal quan parlen de dones».
Segons Sarah Pomeroy, «les tragèdies no es poden utilitzar com a font independent per descriure la vida de la dona mitjana», ja que la posició de les dones en la tragèdia estava dictada pel seu paper en els mites preclàssics utilitzats pels tragèdics com a fonts.
Tanmateix, The Position of Women in Athens in the Fifth and Fourth Centuries (La posició de les dones a Atenes als segles v i iv) d'A. W. Gomme es va basar en gran manera en la tragèdia com a font, i va argumentar que els personatges femenins de la tragèdia clàssica atenesa van modelar les vides de les dones contemporànies. També es discuteix la rellevància de la comèdia com a prova. Pomeroy escriu que, atès que tracta més sovint amb gent corrent que amb herois i heroïnes mitològiques, la comèdia és una font més fiable que la tragèdia per a la història social. No obstant això, Gomme va criticar l'ús de la vella comèdia com a prova de la vida quotidiana «perquè pot passar qualsevol cosa amb Aristòfanes».
Una altra font important per a la vida de les dones d’Atenes de l'època clàssica és la supervivència dels discursos legals. Atès que molts es refereixen a l’herència, són fonts valuoses d’actituds ateneses cap al gènere i la família. Tot i que aquestes fonts s'han de tractar amb precaució perquè els judicis a Atenes de l'època clàssica eren «lluites essencialment retòriques», són útils per obtenir informació sobre les ideologies de gènere, família i llar. Aquests discursos també freqüentment contenen referències a les lleis ateneses i fins i tot els textos de les quals no es conserven d'una altra manera; per exemple, el discurs pseudo-Demòstones Contra Neaira, conté una llei sobre l'adulteri que no està atestada d'una altra manera.
L'evidència arqueològica i iconogràfica proporciona una gamma més àmplia de perspectives que la literatura. Se sap que els productors d’art atenès antic incloïen els metecs. Part d’aquest art pot haver estat produït per dones i nens. Tot i que l’art produït (en particular, ceràmica, esteles sepulcrals i figuretes) va ser utilitzat per un ventall més ampli de persones que la literatura atenesa, incloses les dones i els nens, no se sap amb quina exactitud la iconografia de l'art clàssic va cartografiar la realitat de la societat clàssica.

### Enfocaments
Abans del segle xx, i en alguns casos fins a la dècada del 1940, els historiadors prenien en gran manera fonts literàries antigues com a prova de la vida de les dones al món antic. A mitjan segle xx, això va començar a canviar. Les primeres innovacions en l'estudi de les dones en la història antiga van començar a França, ja que l'Escola dels Annales va començar a interessar-se més pels grups poc representats. Robert Flacelière va ser un autor influent de les dones a Grècia. Al mateix temps, la filosofia feminista, com El segon sexe de Simone de Beauvoir, també examinava la vida de les dones al món clàssic.
Influït pel feminisme de la segona onada, l'estudi de les dones de l’antiguitat es va generalitzar al món de parla anglesa a la dècada del 1970. La quantitat de beques per a dones al món antic ha augmentat dramàticament des de llavors. La primera publicació important en aquest camp va ser un número especial de la revista Arethusa de 1973, que tenia com a objectiu mirar les dones del món antic des d’una perspectiva feminista. El 1975 es va publicar la primera edició de Goddesses, Whores, Wives, and Slaves (Deesses, putes, esposes i esclaves) de Sarah Pomeroy. Això s'ha descrit com «la inauguració d'estudis sobre dones dins dels clàssics». Lin Foxhall va titllar el llibre de Pomeroy de «revolucionari» i «un gran pas endavant» de l'anterior llibre acadèmic en anglès sobre dones antigues. Segons Shelley Haley, l'obra de Pomeroy «legitimava l'estudi de les dones gregues i romanes a l'antiguitat».
Tanmateix, els clàssics s'han caracteritzat com un camp «notòriament conservador» i, inicialment, la història de les dones va trigar a adoptar-se; del 1970 al 1985, només es van publicar alguns articles sobre dones de l'antiguitat a les principals publicacions. El 1976, una sola revisió va ser capaç de cobrir «tot el camp de la recent publicació acadèmica sobre dones en tota l'antiguitat clàssica». Tanmateix, el 1980, es deia que escriure sobre dones d'Atenes de l'època clàssica era «positivament de moda». El 1989, els estudis sobre dones es van descriure com «un dels punts de creixement més emocionants» dels clàssics.
Juntament amb la teoria feminista, l’obra de Michel Foucault, influenciada per l'estructuralisme i el postestructuralisme, ha tingut un impacte significatiu en l'estudi de gènere a l'antiguitat clàssica. Foucault fou elogiat per mirar el gènere des de la lent dels sistemes socials. Segons Lin Foxhall, el seu enfocament «ha tingut més impacte en la formació de gènere que res des del feminisme de segona onada» i és «pràcticament canònic en alguns sectors». No obstant això, l'obra de Foucault ha estat criticada per la seva «discussió superficial sobre les dones com a subjectes històrics».
L’interès acadèmic per la vida de les dones al món antic ha continuat augmentant. El 2000, una revisió de llibres centrats en les dones de l'antiga Grècia publicada en un període de tres anys podria abastar divuit obres sense ser exhaustiva. El ventall de temes tractats per les dones historiadores també va augmentar substancialment; el 1980 la qüestió de l'estatus de les dones era el tema més important per a les historiadores de les dones ateneses, però el 2000 els erudits van començar a treballar sobre «gènere, cos, sexualitat, masculinitat i altres temes».
Fins a la dècada del 1980, els estudiosos de les dones d’Atenes de l'època clàssica estaven principalment interessats en la condició de les dones i en la forma en què les veien els homes. Els primers estudis feministes pretenien afirmar que les dones eren significatives en la història antiga i demostrar com havien estat oprimides. Els primers erudits van afirmar que les dones ateneses tenien un lloc «menyspreable», però el 1925 Arnold Wycombe Gomme va desafiar aquesta posició. Segons Gomme, les dones tenien un estatus social elevat malgrat els seus drets legals limitats; la seva opinió ha reforçat aquesta posició des de llavors. Pomeroy atribueix la varietat de punts de vista als tipus d'evidència prioritzats pels estudiosos, amb aquells que defensen l'elevat estatus de les dones ateneses que citen predominantment la tragèdia i els que argumenten en contra que destaquen l'oratòria.
Amb un interès creixent per la història de les dones per part dels erudits clàssics, diverses disciplines relacionades també han esdevingut més significatives. Els classicistes s'han interessat més per la família des de la Segona Guerra Mundial, amb particularment influència del llibre de W. K. Laceyen The Family in Classical Greece (La família en la Grècia clàssica) de 1968. La història de la infància va sorgir com a subdisciplina de la història durant la dècada del 1960, i altres disciplines com l'estudi de la medicina antiga han estat influïdes pels enfocaments feministes dels clàssics.

## La infància de la dona atenesa
La mortalitat infantil era molt freqüent a Atenes de l'època clàssica, amb potser el 25% dels nens que morien al naixement o poc després. A més dels riscos naturals del part, els antics atenesos practicaven l'infanticidi; segons Sarah Pomeroy, les noies eren més propenses a morir que els nois. Donald Engels ha argumentat que un elevat índex d'infanticidi femení era «demogràficament impossible», tot i que els erudits han desestimat en gran manera aquest argument. Tot i que els estudiosos han intentat determinar la taxa d'infanticidi femení, Cynthia Patterson rebutja aquest enfocament per fer preguntes equivocades; Patterson suggereix que els estudiosos haurien de considerar la importància social i l'impacte de la pràctica.
Janet Burnett Grossman escriu que sembla que les noies eren commemorades amb la mateixa freqüència que els nois sobre les làpides àtiques supervivents, tot i que els estudiosos anteriors van suggerir que els nois eren commemorats el doble de vegades. Si sobrevivien, els nadons atenesos rebien un nom en una cerimònia (ἀμφιδρόμια, amfidròmia) al cinquè, setè o desè dia després del naixement. Els ritus de pas posteriors van ser aparentment més comuns i elaborats per als nois que per a les noies.
Probablement, les noies ateneses tenien la menarquia aproximadament als catorze anys, quan s'havien casat. Les noies que morien abans del matrimoni eren lamentades pel seu fracàs per no arribar a la maduresa. Els gerros commemoratius de les noies joves mortes a l’Atenes de l'època clàssica sovint eren representades amb vestits de núvia, i de vegades tenien la forma de lutròfor (atuells per a transportar l'aigua per banyar-se el dia abans de les noces).
Les noies ateneses no tenien educació formal; en canvi, les seves mares les van ensenyar les habilitats domèstiques necessàries per dirigir una llar. L'educació formal per als nois consistia en retòrica (necessària per a una participació política efectiva) i educació física (per a preparar-se per al servei militar). Aquestes habilitats no es consideraven necessàries per a les dones, a les quals se les prohibia aprendre-les.
L’art clàssic indica que les nenes i els nens jugaven amb joguines com a baldufes, cèrcols i balancins, i jugaven a jocs com portar algú a collibè. La làpida de Plangon, una noia atenesa d’uns cinc anys que es troba a la Gliptoteca de Múnic, la mostra sostenint una nina, i es pot veure un sac d'ossets penjat a la paret del fons.

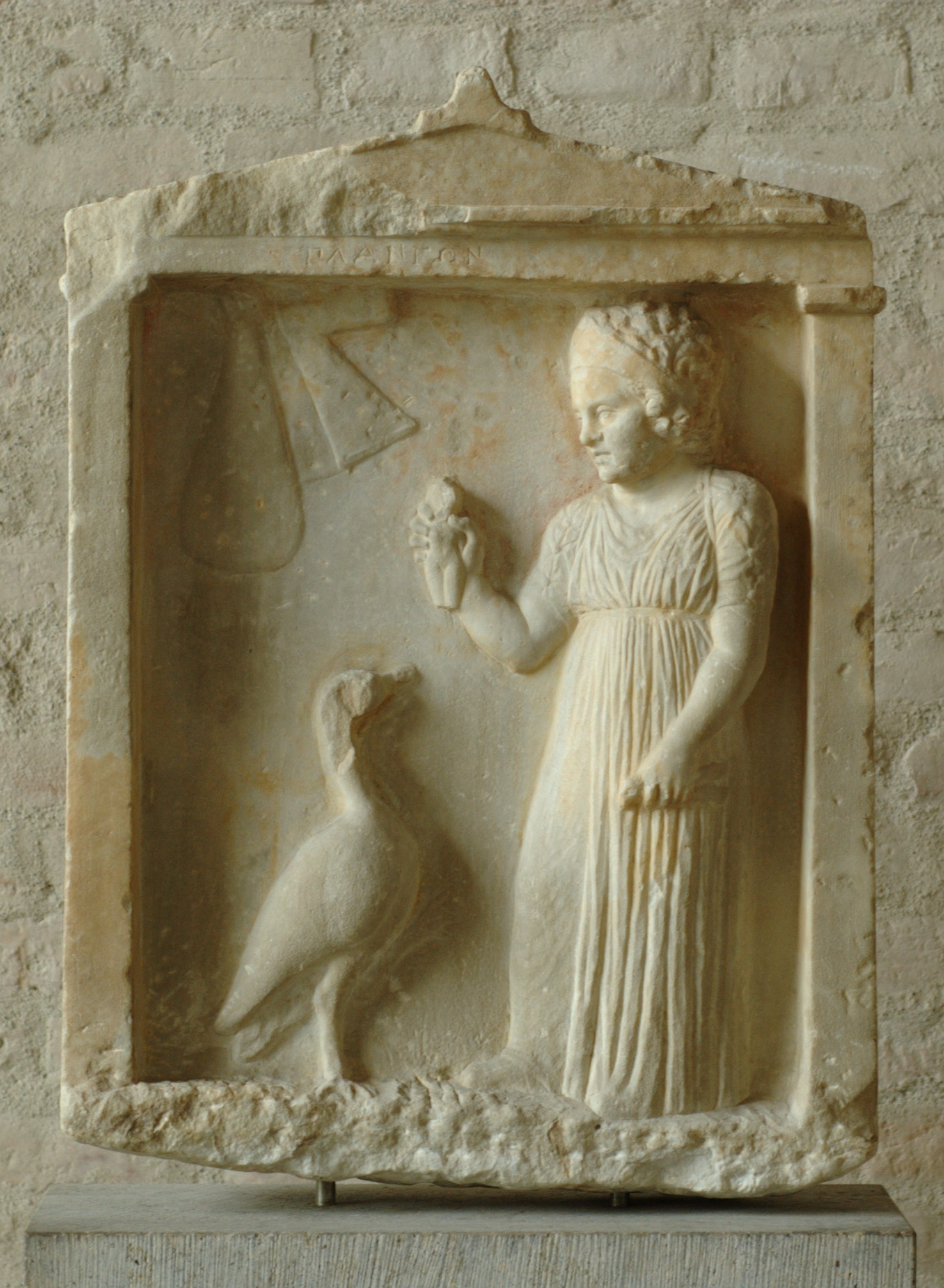
Les nenes ateneses haurien jugat amb nines. Plangon, la jove d’aquesta làpida, porta una nina a la mà dreta
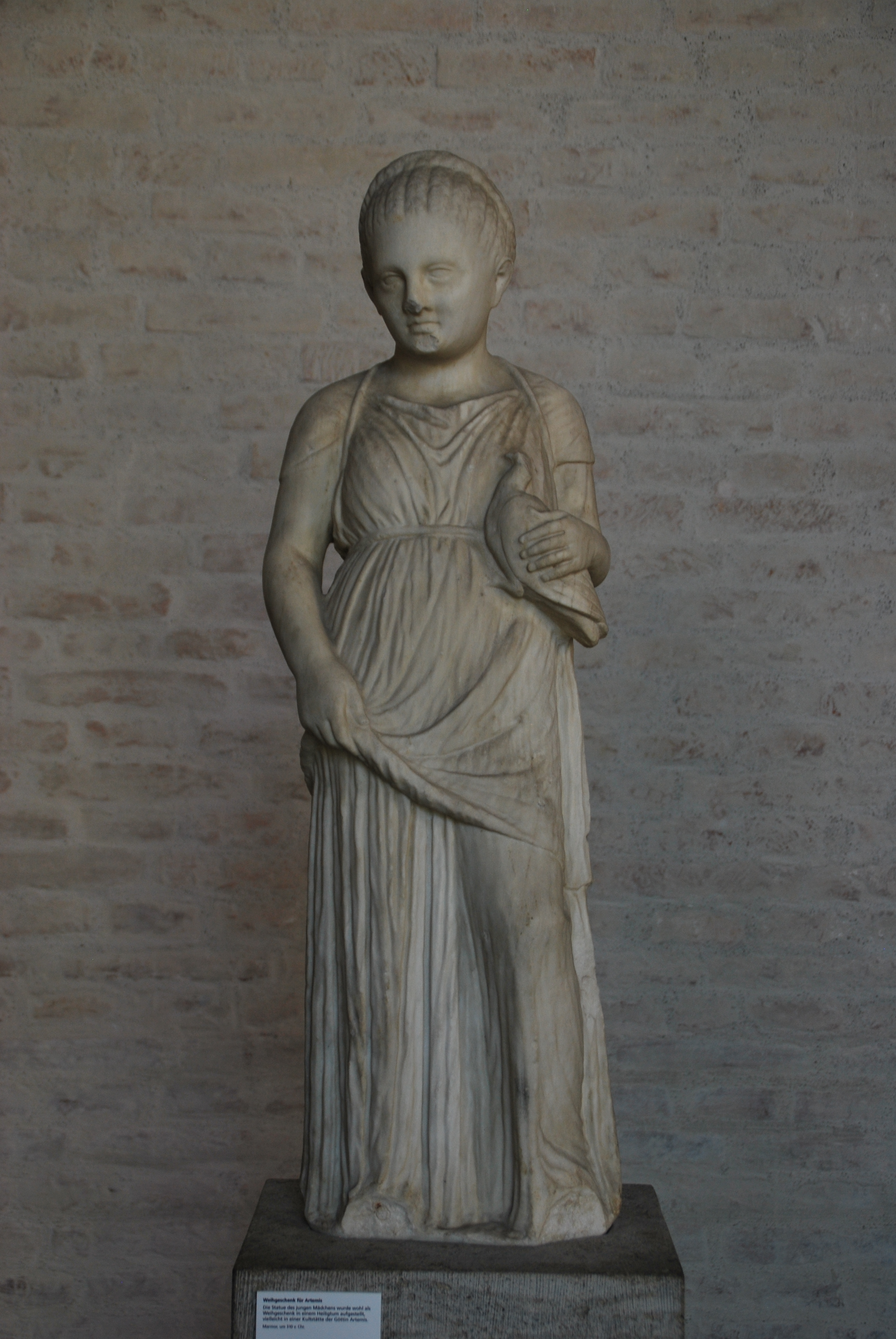
Noia amb un colom

Se sap més sobre el paper de les noies ateneses en la religió que sobre qualsevol altre aspecte de la seva vida, i sembla que han tingut un paper destacat en les cerimònies religioses. Les noies feien ofrenes a Àrtemis la vigília del seu matrimoni, durant l'embaràs i durant el part. Tot i que les noies i els nois apareixen a les enòcoes relacionades amb el festival de principis de primavera de l'Antestèria, les representacions de nois són molt més habituals que les de les noies.

## La vida familiar

### El matrimoni
El paper principal de les dones lliures a Atenes de l'època clàssica era casar-se i tenir fills. L'èmfasi en el matrimoni com a forma de perpetuar la família a través de la maternitat havia canviat de l'Atenes de l'època arcaica, quan (almenys entre els poderosos) els matrimonis es realitzaven tant per a fer enllaços beneficiosos com per a perpetuar la família. Normalment, les dones ateneses solien casar-se per primera vegada amb homes molt més grans que elles (al voltant dels 30 anys) quan tenien al voltant dels 14-16 anys. Abans d'això, eren tutelades pel seu parent masculí més proper (el κύριος, kurios, «senyor» o «mestre»), qui era el responsable d'escollir el seu marit; la núvia tenia poca cosa a dir en aquesta decisió. Atès que un matrimoni atenès de l'època clàssica es preocupava de la producció de fills que podien heretar els béns dels seus pares (οἶκος, oikos, «casa»), les dones sovint es casaven amb parents seus. Aquest va ser especialment el cas de les dones sense germans (hereus masculins), anomenades ἐπίκληρος (epícleres), a qui se li donava com la primera opció casar-se amb el parent masculí més proper.

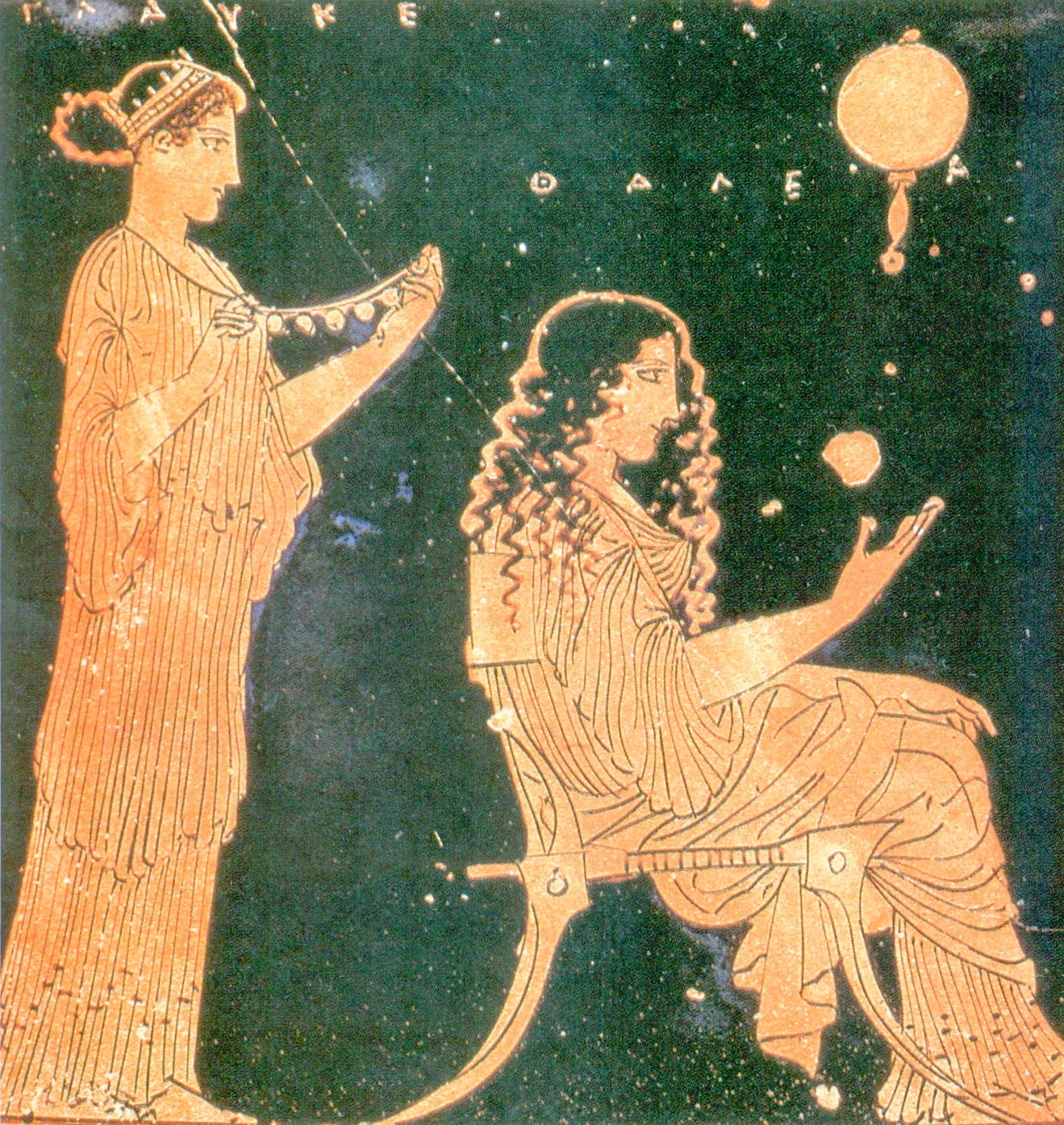
Dues dones d'Atenes de l'epoca arcaica en el moment de la preparació d'un casament, pintades sobre una ceràmica del segle v aC
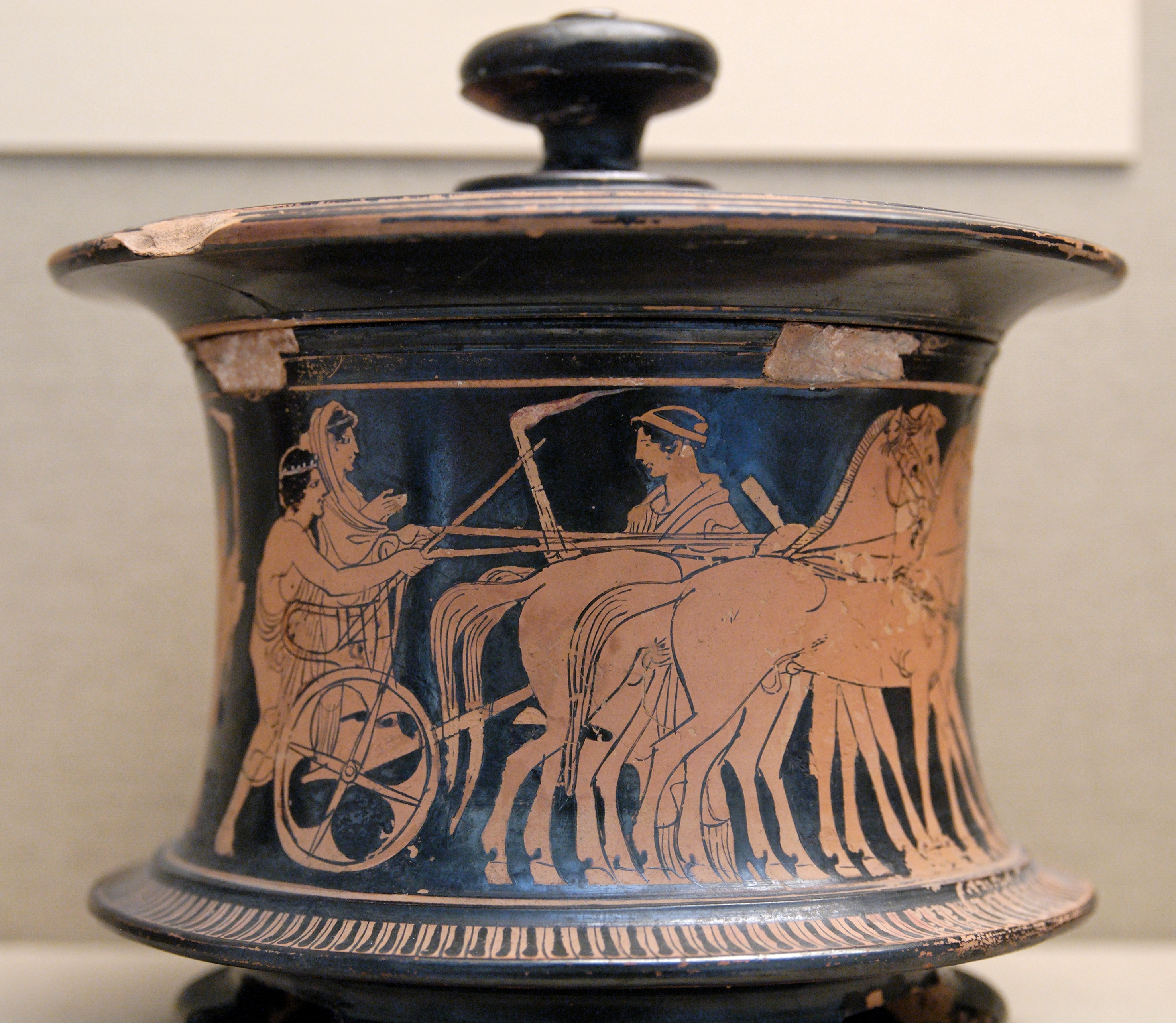
El matrimoni es considerava la part més important de la vida d'una dona atenenca lliure. Aquesta capsa, coneguda com a píxide, s'utilitzava per a guardar joies o cosmètics d’una dona, i està decorada amb una escena de processó de casament
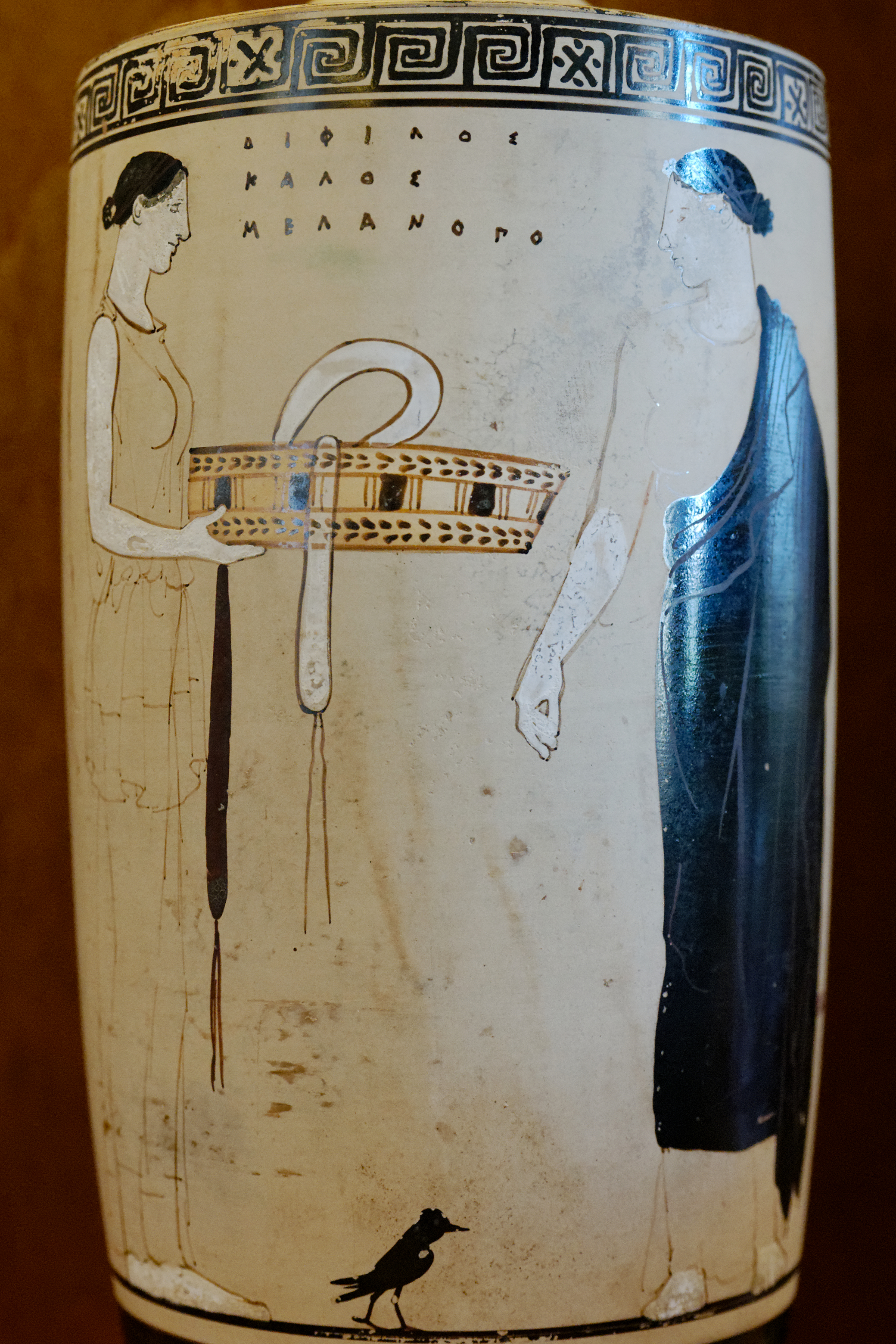
Dues dones, una d'elles portant una píxide. Lécit àtic de fons blanc del Pintor de Aquil·les
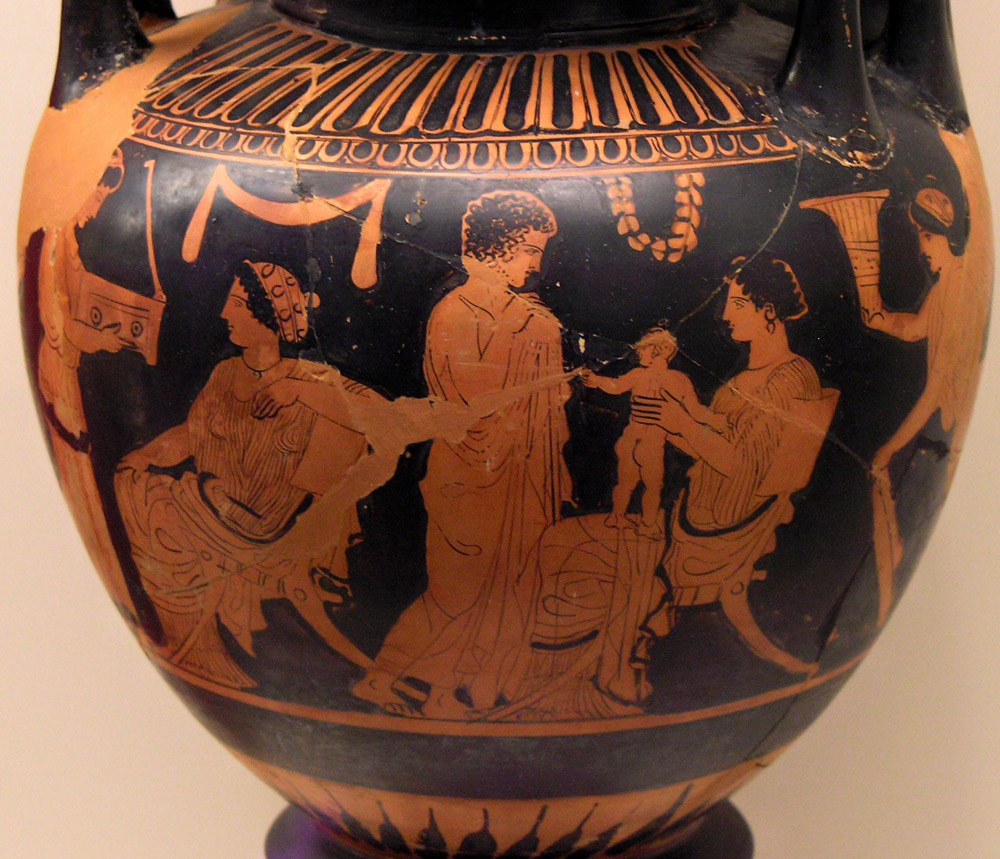
Escena familiar d'un gineceu de figures vermelles, c. 430 aC

Molt sovint, el matrimoni implicava un compromís previ (ἐγγύη, engue, «garantia»), abans que la núvia fos entregada (ἔκδοσις, ekdosis, «entrega») al seu nou marit i kurios. Una forma de matrimoni menys habitual, practicada en el cas de les epícleres, requeria una sentència judicial (epidikasia). Les dones ateneses casaven amb un dot, que estava destinat a proporcionar la seva subsistència. Segons la família, un dot podia ser fins al 25% de la riquesa de la família. Sembla que fins i tot les filles de les famílies més pobres tenien dots per valor de deu mines. Les famílies riques podien proporcionar dots molt més grans; la germana de Demòstenes, per exemple, tenia un dot de dos talents (120 mines). Els dots normalment consistien en béns mobles i diners en efectiu, tot i que ocasionalment s'incloïen terres.
Només en circumstàncies excepcionals no hi hauria hagut dot, ja que la manca d'un dot podria haver estat interpretat com una prova que no es va produir un matrimoni legítim. És possible que ocasionalment s'hagi passat per alt un dot si les relacions familiars d’una núvia eren molt favorables; Segons es diu, Càl·lies II es va casar amb Elpinice, una filla del noble Milcíades el Jove, per unir-se a aquesta família, i era prou rica perquè la seva manca de dot no li preocupés.
Les dones casades eren les responsables del dia a dia de la llar. Quan es casaven, assumien la responsabilitat de la prosperitat de la llar del seu marit i de la salut dels seus membres. Les seves principals responsabilitats eren educar, criar i tenir cura dels nens, teixir roba i confeccionar roba. També haurien estat els responsables de cuidar els membres de la llar malalts, supervisar els esclaus i assegurar-se que la llar tingués prou menjar.
En els matrimonis atenesos de l'època classica, el marit o la dona podrien iniciar legalment un divorci. El parent masculí més proper de la dona (que seria el seu kurios si no estigués casada) també ho podria fer, aparentment fins i tot en contra dels desitjos de la parella. Després del divorci, el marit havia de retornar el dot o pagar un 18% d'interessos anuals per tal que la dona poguès continuar la seva vida fins que poguès tornar a casar-se. Si el matrimoni tenia fills en el moment del divorci, es quedaven a casa del seu pare i ell s'encarregava de la seva educació. Si una dona cometia adulteri, el seu marit estava obligat legalment a divorciar-se d’ella. Una epíclera casada es podia divorciar per poder casar-se amb el seu parent més proper.

### La seclusió de la dona
A Atenes de l'època clàssica, l'ideal era mantenir les dones separades dels homes. Aquesta ideologia de separació era tan rígida que es va utilitzar en una demanda (Contra Simó, de Lísies), on s'afirmava que la seva germana i les seves nebodes tenien vergonya d'estar en presència dels seus parents masculins com a prova que eren respectables.
| «                        | En sentir que el noi era a casa meva, va arribar-hi de nit en estat de borratxera, va trencar les portes i va entrar a les habitacions de les dones: a dins hi havia la meva germana i les meves nebodes, les vides de les quals han estat tan ben ordenades, que les feia vergonya que fossin vistes fins i tot pels seus parents. | » |
| — Lísies, Contra Simó §6 | |   |

Alguns historiadors han acceptat aquesta ideologia com una descripció acurada de com vivien les dones ateneses; W. B. Tyrrell, per exemple, va dir: «La porta exterior de la casa és el límit de les dones lliures». No obstant això, fins i tot a l'antiguitat, es va reconèixer que una ideologia de separació no podia ser practicada per molts atenesos. En Política, Aristòtil va preguntar: «Com és possible evitar que les dones dels pobres surtin de les portes?».
L'ideal que les dones respectables quedessin fora de la vista del públic estava tan arrelat a Atenes de l'època clàssica, que només dir el nom d'una ciutadana podia ser una font de vergonya. Les sacerdotesses eren l'únic grup de dones que estaven exemptes d'aquesta regla. Tucídides va escriure a la seva Història de la guerra del Peloponès: «El seu gran honor és la reputació dels homes entre els homes, ja sigui per lloança o culpa». Les dones eren identificades per les seves relacions amb els homes, cosa que podia crear confusió quan es nomenava a dues germanes com a «filla de...» (o «germana de ...») del mateix home. En els discursos judicials, on la posició de la dona és sovint un punt clau (sobretot en casos d’herència), els oradors semblen haver evitat deliberadament nomenar-les. Tot i que Demòstenes parla de la seva mare i la seva germana en cinc discursos existents relacionats amb la seva herència, no diu mai el nom de cap de les dues; en el seu cos de treball existent, només diu el nom de 27 dones, en comparació amb 509 homes. S'ha interpretat que l'ús del nom d'una dona com en el cas de Neera i Fano en el discurs d'Apol·lodor Contra Neera implica que no és respectable. John Gould ha escrit que les dones anomenades a l'oratòria d'Atenes de l'època clàssica es poden dividir en tres grups: dones de baixa condició, oponentes de l'orador i difuntes.

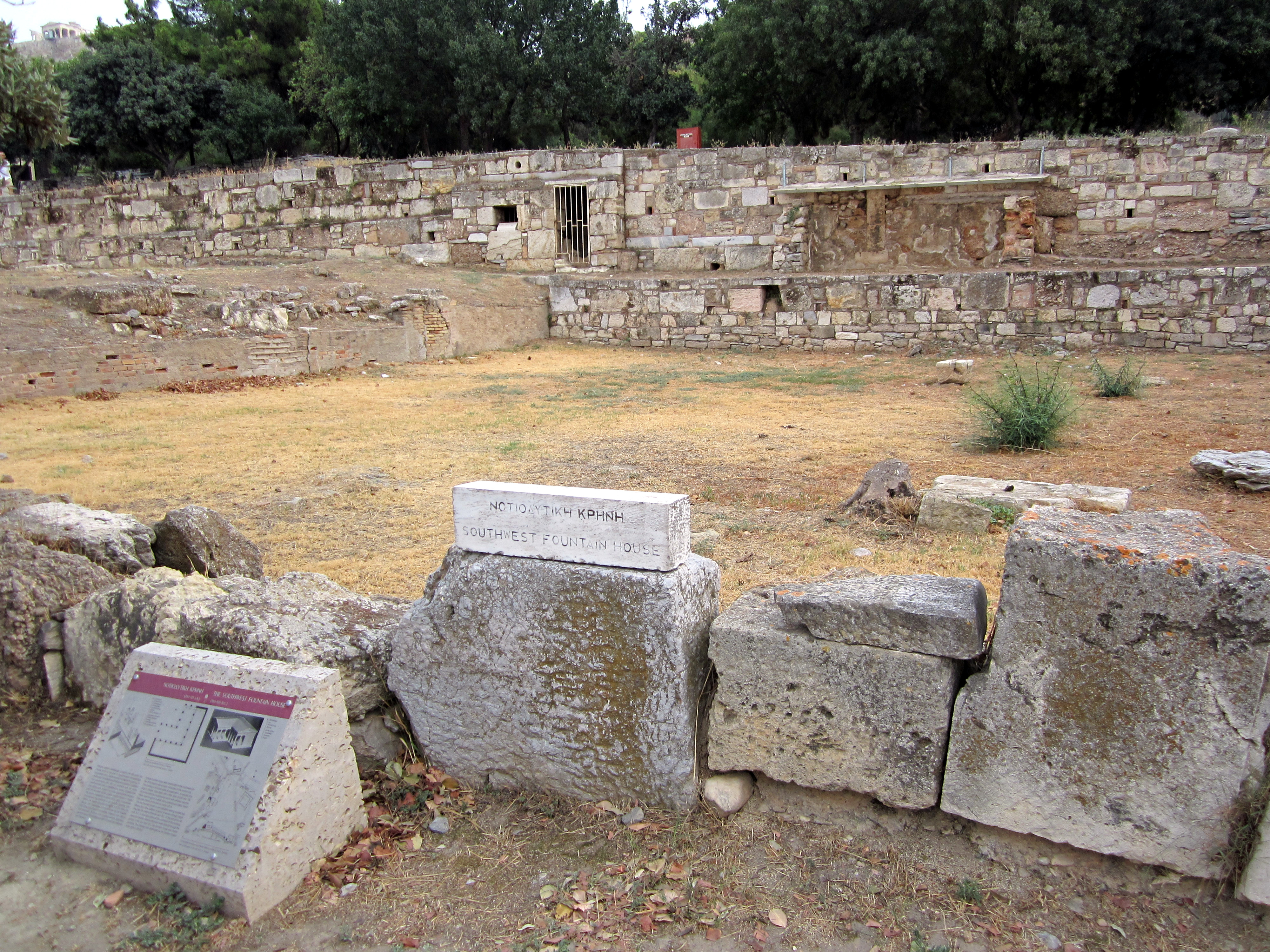
Tot i que s'esperava que les respectables dones ateneses es mantinguessin fora de la vista del públic, responsabilitats com ara buscar aigua de la casa de la font a la vora de l'àgora les permitia sortir de la casa
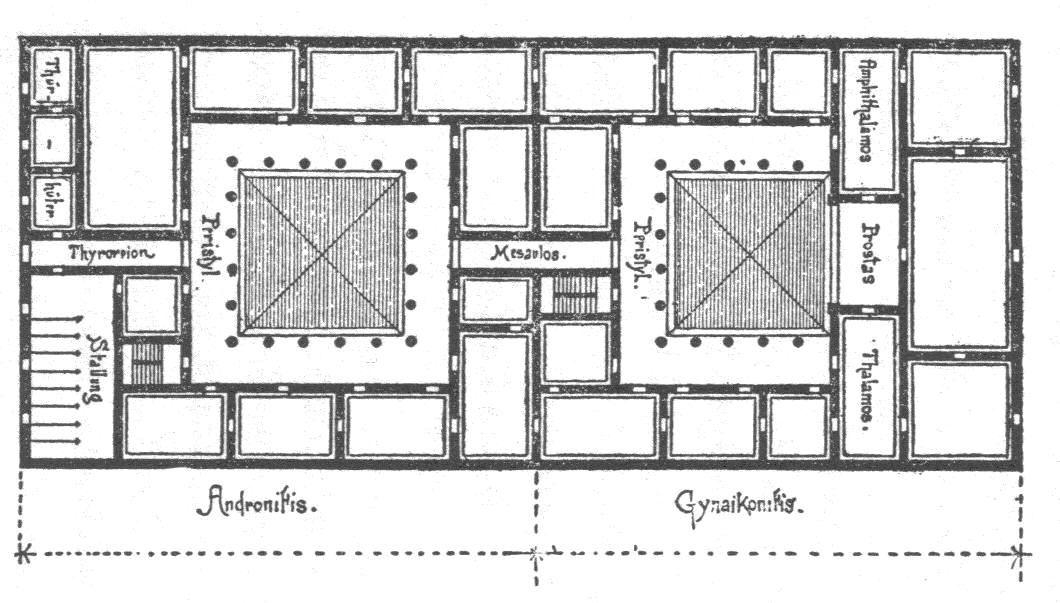
Plànol d'una casa grega, en De architectura de Vitrubi. En l'entrada, l'andron (ανδρῶν, «zona masculina»), al voltant d'un peristil; al fons, al voltant d'un altre peristil, el gineceu (γυναικεῖον, «zona femenina»), amb el thalamos (θάλαμος, «dormitori» o «habitació de matrimoni»)

A la pràctica, només les famílies benestants haurien pogut aplicar aquesta ideologia. Les responsabilitats de les dones les haurien obligat a sortir de casa amb freqüència: per buscar aigua del pou o rentar la roba, per exemple. Tot i que les famílies riques podien tenir esclaus que permitien a les dones lliures romandre a la casa, la majoria no haurien tingut prou esclaus per evitar que les dones lliures sortissin de casa. Segons Gould, fins i tot les dones ateneses obligades a treballar fora de casa per raons econòmiques haurien tingut un límit conceptual (si no físic) que les impedís interactuar amb homes que no fossin parents. En canvi, Kostas Vlassopoulos ha afirmat que algunes zones d'Atenes (com l'àgora) eren «espais lliures» on les dones i els homes podien interactuar.
Fins i tot les ciutadanes més respectables sortien al carrer en ocasions rituals (principalment festes, sacrificis i funerals), on haurien interaccionat amb els homes. Les Tesmofòries, un festival important en honor de Demèter que només podien participar dones, van ser organitzades i dirigides per dones ciutadanes ateneses. Les dones ateneses també s'aventuraven socialment fora de casa. David Cohen escriu: «Una de les activitats més importants de les dones incloïa visitar o ajudar a amics o parents», i fins i tot les dones riques que es passaven tota la vida a l'interior de la casa probablement interactuaven socialment amb altres dones de fora, a més de les ocasions religioses i rituals, quan es veien en públic. Segons D. M. Schaps (citant Cohen), la ideologia de la separació a Atenes de l'època clàssica hauria encoratjat les dones a romandre a l'interior, però les activitats externes necessàries l'haurien anul·lat.
La ideologia de la seclusió de les dones pot haver-se estès a l’interior de la casa. Les evidències literàries semblen suggerir que l'interior de les cases d'Atenes estaven separades en dues parts: una part per als homes (ἀνδρών, andron) i l'altre per a les dones (γυναικεῖον, gineceu). En Sobre l'assassinat d'Eratòstenes, Eufilet diu que les habitacions de les dones estan per sobre de les habitacions dels homes, mentre que l'Oeconomicus de Xenofon diu que estan al mateix nivell que les habitacions dels homes, però «separades per una porta forrellada». No obstant això, les proves arqueològiques suggereixen que aquest límit no estava tan rígidament definit com suggereixen les proves literàries. Per exemople, Lisa Nevett ha argumentat que les dones ateneses en realitat només estaven restringides a les «habitaciones de les dones» quan visitaven homes que no eren de la família.

## Drets legals
| «                                                                                               | L'estatus jurídic de les dones a Atenes està molt ben indicat per l'entrada única de «dones» a l'índex de la 'Llei d'Atenes' de Harrison, i es llegeix simplement «dones, discapacitats». | » |
| — John Gould. Law, Custom and Myth: Aspects of the Social Position of Women in Classical Athens | |   |

Els residents d’Atenes es dividien en tres classes: atenesos (ciutadans), metecs i esclaus. Cadascuna d’aquestes classes tenia drets i obligacions diferents; per exemple, els atenesos no es podien convertir en esclaus, mentre que els metecs si. Nicole Loraux escriu que les dones ateneses no eren considerades ciutadanes, però això no és universalment acceptat. Eva Cantarella no hi està d’acord, argumentant que ambdues paraules gregues utilitzades per denotar la ciutadania, aste i politis, s'utilitzaven per referir-se a les dones ateneses. Josine Blok argumenta que el servei militar i polític no eren requisits previs per a la ciutadania; en canvi, diu ella, era la participació en el culte en la ciutat el que feia que una persona fos ciutadana. Així, segons Blok, els homes i dones atenesos eren considerats «ciutadans». De la mateixa manera, Cynthia Patterson diu que, tot i que la paraula «ciutadà» connota la participació en drets polítics i judicials, els conceptes atenencs clàssics equivalents es referien més a «ser membre de la família atenenca». Argumenta així que es millor evitar les paraules «ciutadà» i «ciutadania» per s discutir conceptes de l'Atenes de l'època clàssica.
En la majoria dels casos, les dones ateneses tenien els mateixos drets i responsabilitats que els homes atenesos. No obstant això, les dones ateneses tenien algunes discriminacions significatives en la llei en comparació amb els seus homòlegs masculins. Igual que els esclaus i els metecs, se les va negar la llibertat política, sent excloses dels tribunals i de l'Assemblea. En alguns casos, si es veia que les dones comentaven la participació del seu marit en la política, se les reprovava. Es poden veure suggeriments en una obra escrita per Aristòfanes anomenada Lisístrata.
Els drets de les dones meteques eren més propers als dels homes metecs. Les dones meteques només pagaven 6 dracmes per any en impostos de captació, en comparació amb els 12 dracmes que pagaven els seus homòlegs masculins, i no feien el servei militar, però a part d’això els seus drets i responsabilitats legals eren els mateixos que els homes metecs.
Als tribunals atenencs, els jurats eren tots homes. Les dones ateneses no podien aparèixer com a litigants; estaven representats pels seus kurios o, si estava a l'altre costat de la disputa, per qualsevol home que ho desitgés. Segons Simon Goldhill, «el Tribunal Atenès sembla que no estava disposat a permetre cap presència femenina a l'espai cívic del propi tribunal». Tanmateix, sembla que les dones meteques poden comparèixer en casos judicials en nom seu i poden iniciar accions legals.
En l’àmbit polític, els homes formaven l’Assemblea (ἐκκλησία ; Ekklesia) i ocupaven càrrecs polítics. Tot i que es va impedir formalment a les dones ateneses que participessin en el procés democràtic, Kostas Vlassopoulos escriu que haurien estat exposades al debat polític a l'àgora. A més, algunes dones ateneses semblen haver-se involucrat en assumptes públics, malgrat el seu desvinculació formal de l’àmbit polític. Plutarc, a la seva Vida de Pèricles, explica dues històries sobre les accions públiques d'Elpinice. Una vegada, diu, va criticar Pèricles per haver fet la guerra contra altres ciutats gregues; en una altra ocasió, va suplicar-li que no processés el seu germà Cimó acusat de traïció.
Fins a la llei de ciutadania de Pèricles de 451-450, qualsevol nen de pare atenès era considerat ciutadà atenenc. Blok suggereix que en aquest període també era legalment possible que un nen fos considerat ciutadà atenenc a través d'una mare atenesa, fins i tot amb un pare no ciutadà, tot i que admet que això hauria estat excepcional. No obstant això, altres historiadors no hi estan d'acord (K. R. Walters, per exemple, rebutja explícitament la possibilitat, argumentant que sense un pare ciutadà un nen no tindria cap manera d’accedir a un demos (δῆμος ; «districte» o «territori») ni a una fratria (φρατήρ ; «germanor»). Blok suggereix que el nen podria haver estat inscrit en la demos i la fratria de l'avi matern. Després de l'aprovació de la llei de ciutadania de Pèricles, la importància de les dones ateneses sembla haver augmentat, tot i que no van obtenir drets legals.

## La religió
La religió era l’única àrea de la vida pública en què les dones podien participar lliurement; segons Christopher Carey, «era l’única àrea de la vida grega en què una dona podia abordar qualsevol cosa, com la influència d’un home». Les activitats religioses de les dones, inclosa la responsabilitat del dol als funerals, i la participació en activitats de culte femení i mixt, eren una part indispensable de la societat atenesa. Tant les dones ateneses com les no ateneses van participar en activitats religioses públiques. Els Misteris d'Eleusis (Ἐλευσίνια Μυστήρια) controlats per l'Estat, per exemple, estaven oberts a totes les persones de parla grega, homes i dones, lliures i no lliures. [124]

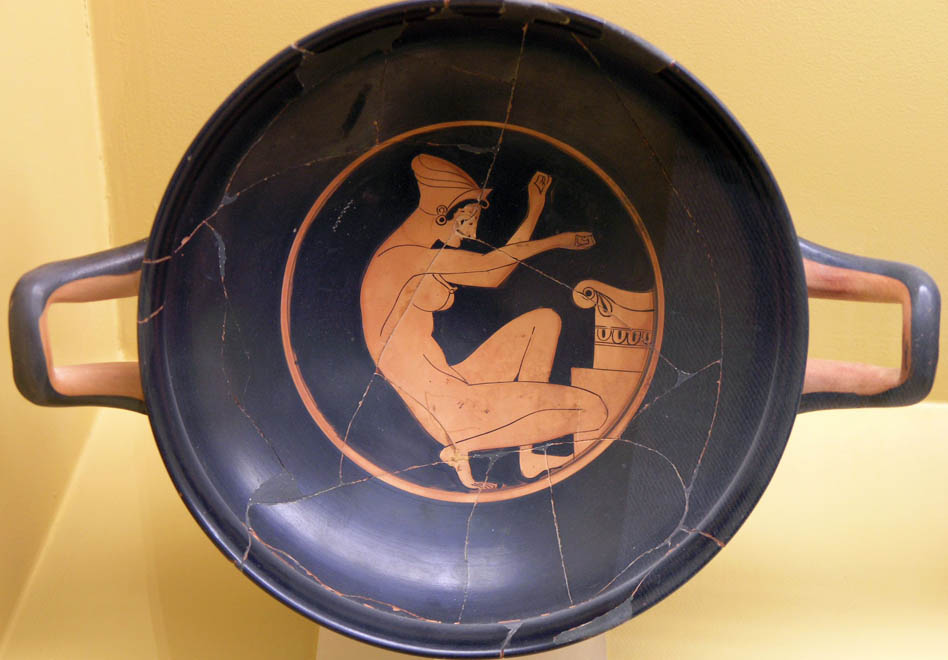
Dona agenollada davant d'un altar. Cílix àtic amb figures vermelles, segle v aC
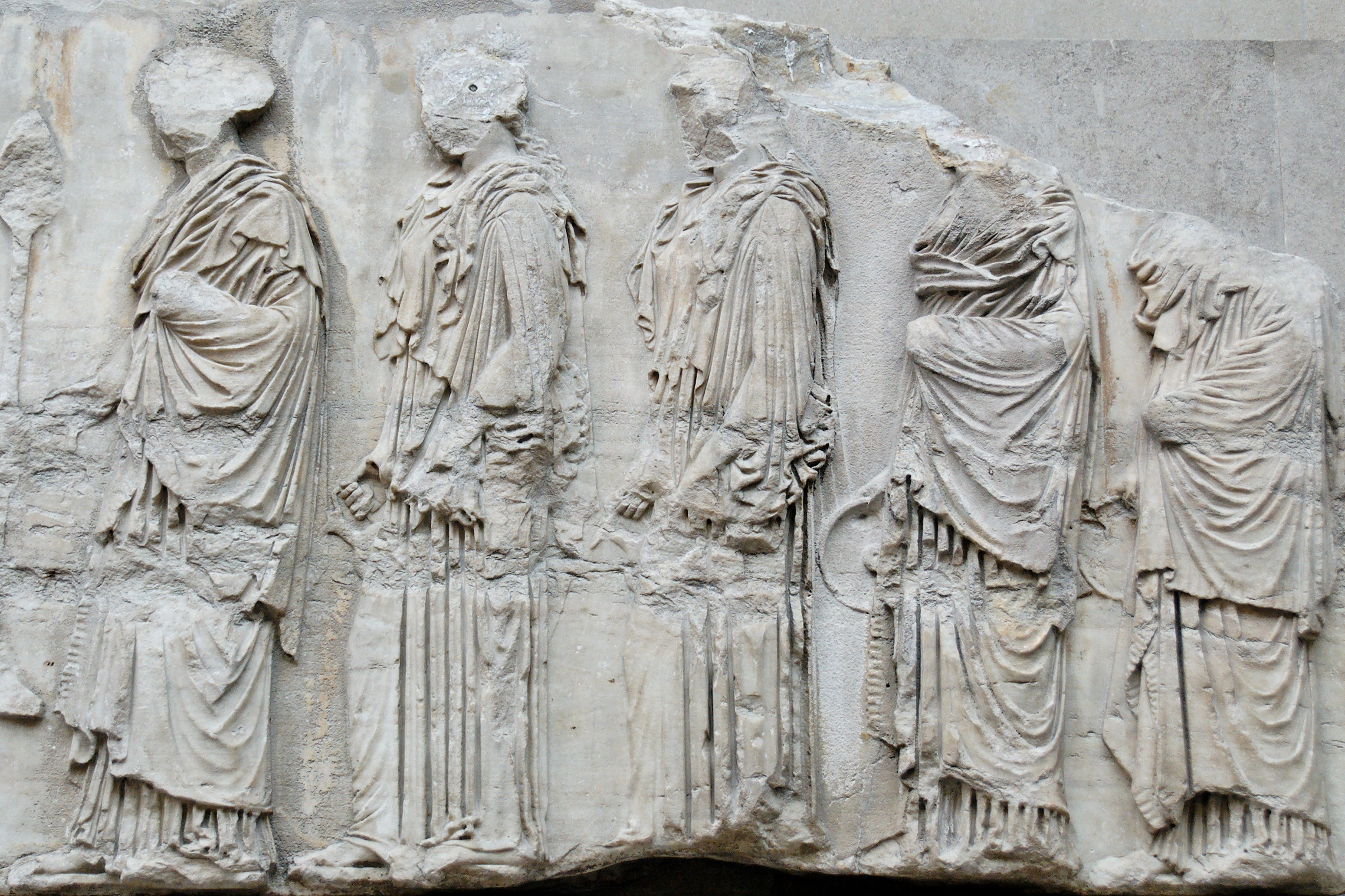
La Panatenea (Παναθήναια) va ser la festa religiosa més important d'Atenes, i es creu que el fris del Partenó mostra la processó de la Gran Panatenea
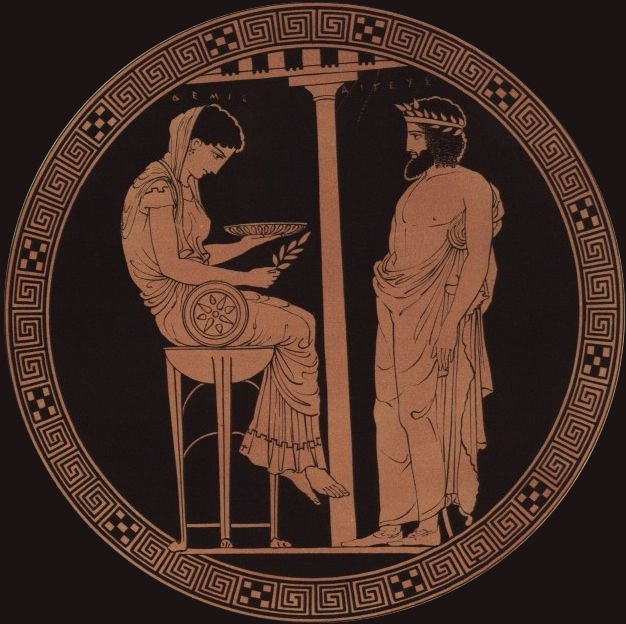
Egeu, mític rei d'Atenes, consultant la Pítia, l'Oracle de Delfos

### El culte a Atena
El culte a Atena (deessa homònima de la ciutat) va ser fonamental per a la societat atenesa, reforçant la moral i mantenint l'estructura social. Les dones van tenir un paper clau en el culte; la sacerdotessa d'Atena era una posició de gran importància, i podia utilitzar la seva influència per donar suport a posicions polítiques. Segons Heròdot, abans de la batalla de Salamina, la sacerdotessa d'Atena va fomentar l'evacuació d'Atenes dient als atenencs que la serp sagrada d'Atena (que vivia a l'Acròpoli) ja havia marxat.
El festival més important d’Atena a Atenes va ser la Petita Panatenea, celebrat anualment, que estava obert a tots dos sexes. Aparentment, els homes i les dones no estaven segregats durant la processó que conduïa els animals per ser sacrificats a l’altar, la part més religiosa del festival. Els metecs, tant homes com dones, també van tenir un paper en la processó de la Panatenea, tot i que estava subordinada al paper dels atenesos. A la processó, les noies nobles joves (Κανηφόρος, canèfores, «les que porten els cistells») portaven els cistells sagrats. Les noies havien de ser verges; evitar que una candidat fos seleccionada era, segons Pomeroy, qüestionar el seu bon nom. Segons els textos, la germana d'Harmodi va ser rebutjada com a canèfora per Hiparc, precipitant el seu tiranicidi.

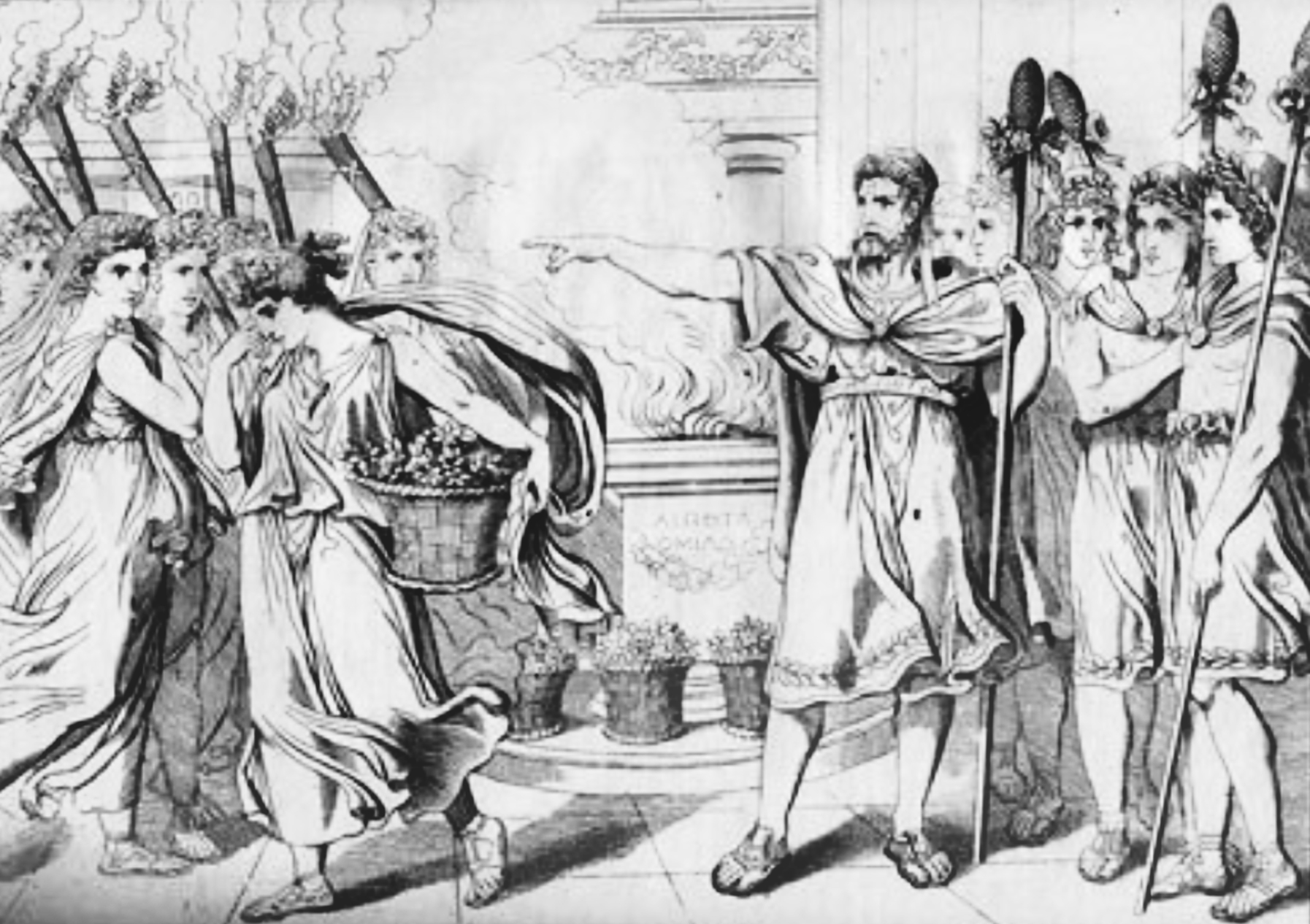
Hiparc ofenent a la germana d'Harmodi en públic dient que no era verge
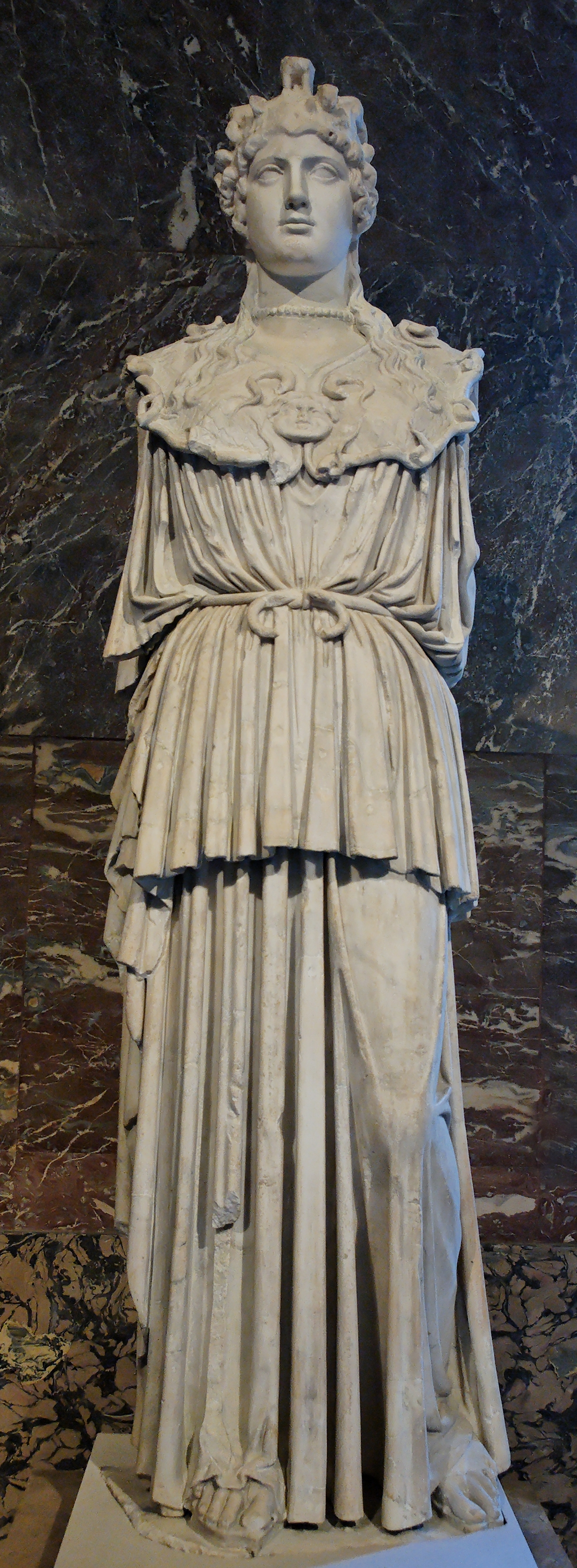
Atena vestida amb un peple, segle v aC

Cada any, les dones d’Atenes teixien un nou peple (πέπλος) per a una estàtua de fusta d’Atena. Cada quatre anys, per a la Gran Panatenea, el peplos era per a una estàtua d’Atena molt més gran i es podia utilitzar com a vela. La tasca la començaven dues noies escollides entre els set i els onze anys, i l'acabaven altres dones.

### Els festivals de dones
Les dones van poder participar en gairebé totes les festes religioses d’Atenes de l'època clàssica, però algunes festes significatives només podien participar dones. El festival per a dones més important va ser les Tesmofòries (Θεσμοφόρια), un ritu de fertilitat per a Demèter que era observat per dones nobles casades. Durant el festival, les dones romanien durant tres dies al santuari de Demèter al cim del turó, fent ritus i celebracions. Tot i que es desconeixen els rituals específics de les Tesmofòries, els porcs eren sacrificats i enterrats; les restes dels sacrificis de l'any anterior s'oferien a la deessa.

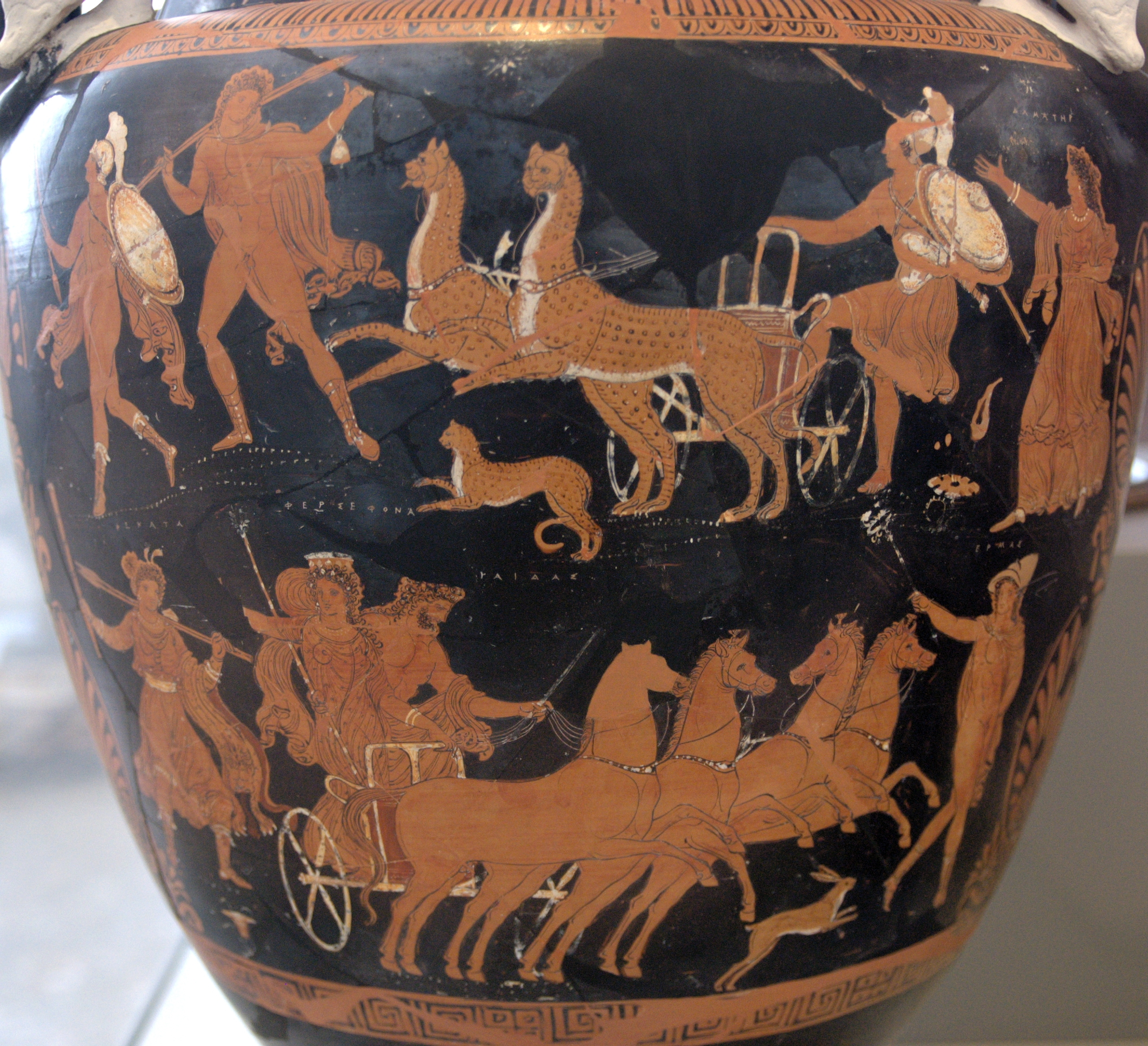
Les Tesmofòries commemoraven el segrest de Persèfone per part d'Hades i el seu retorn amb la seva mare Demèter
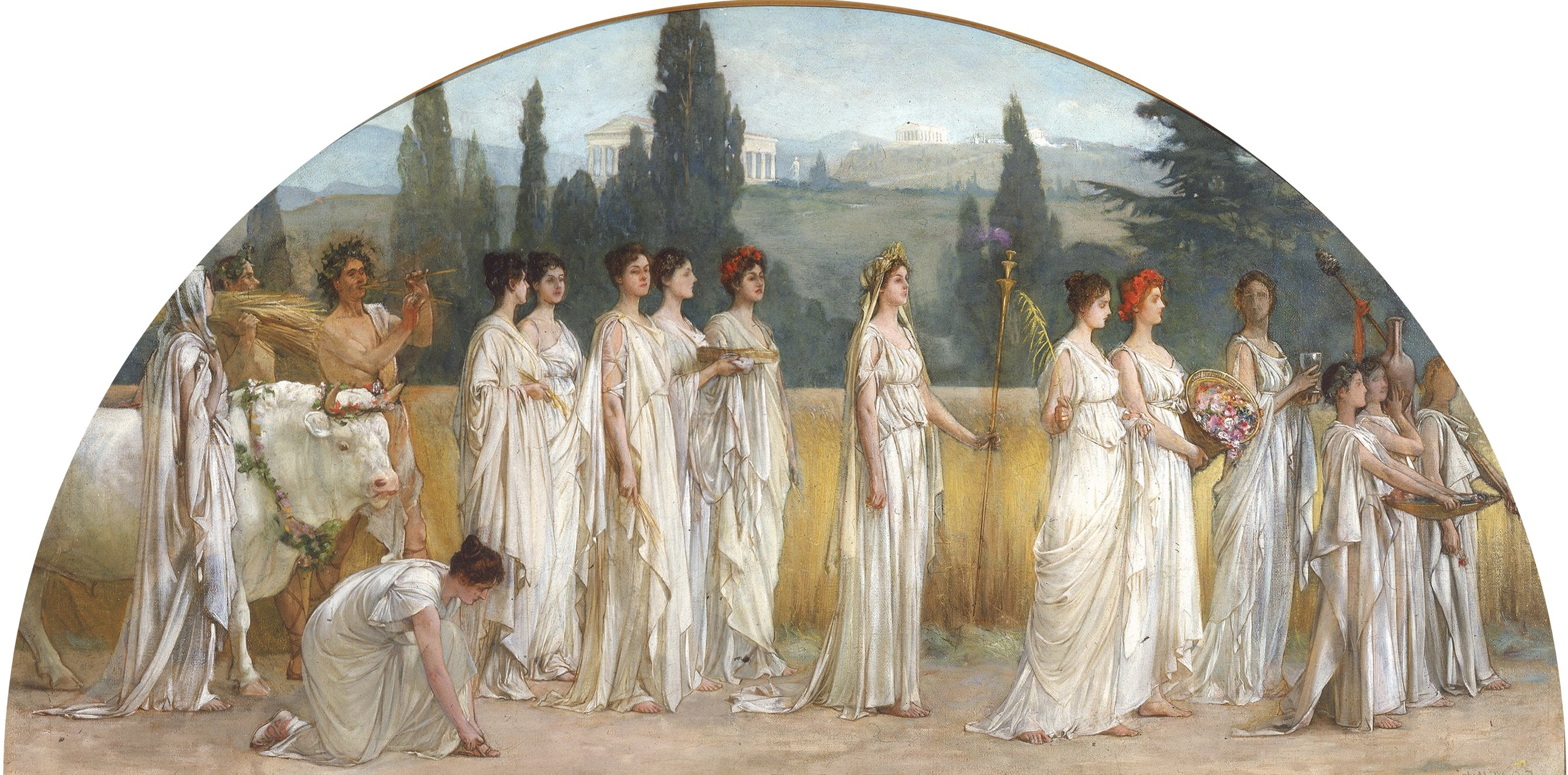
Processó de les Tesmofòries, de Francis Davis Millet
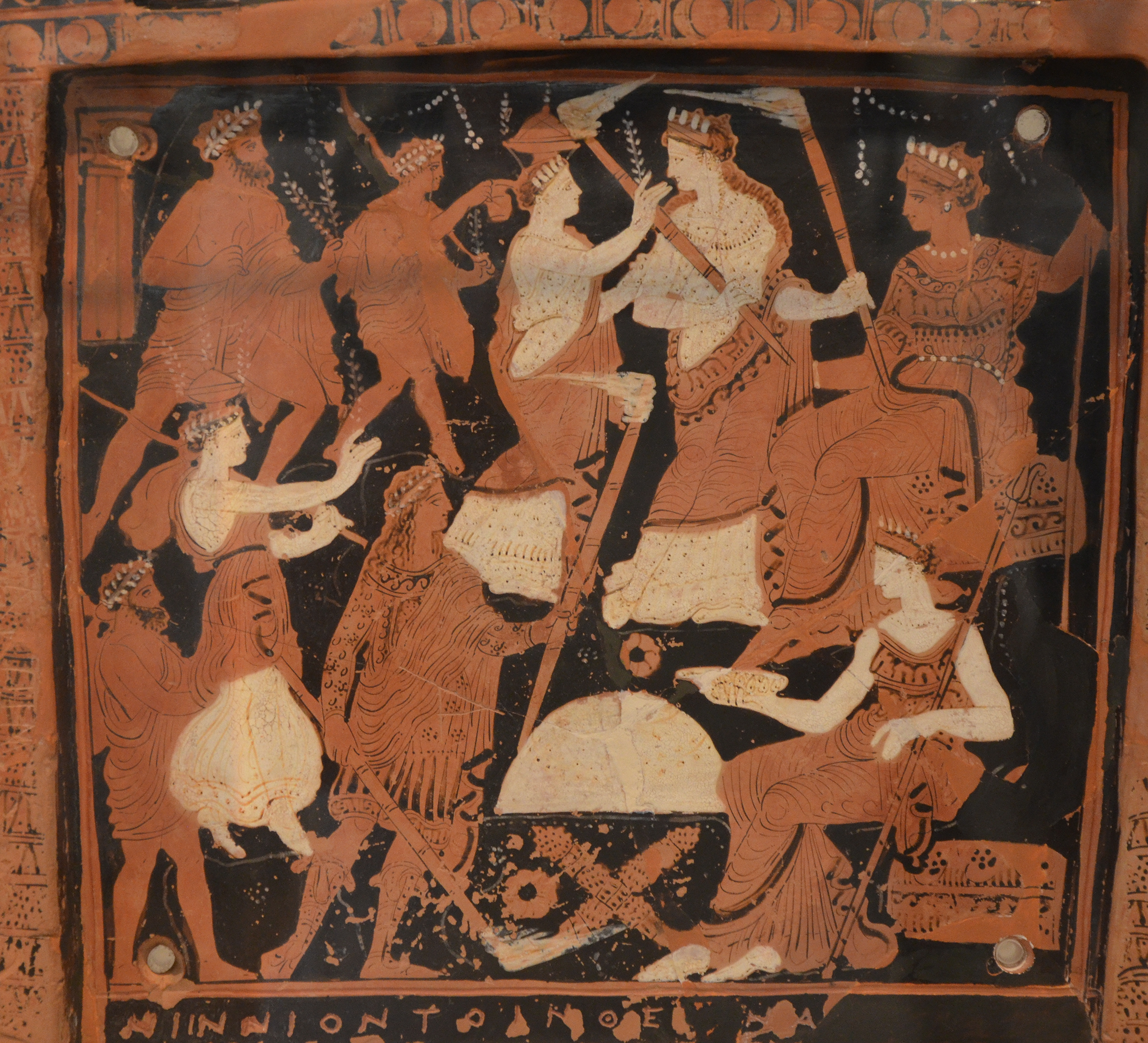
Placa votiva on es representen homes i dones celebrant conjuntament els Misteris d'Eleusis (Ἐλευσίνια Μυστήρια) en honor de la deessa Demèter celebrats a Eleusis, c. segle iv aC

La majoria de festivals per a dones estaven dedicats a Demèter, però alguns festivals (inclosos la Braurònia i l'Arrefòria) honoraven altres deesses. Ambdues festes eren ritus de pas en què les noies es convertien en dones adultes. A la Braurònia, les noies verges eren consagrades a Àrtemís Braurònia abans del matrimoni; a l'Arrefòria, dues noies (arrhephoroi) que havien passat un any servint al temple d'Atena, abandonaven l'Acròpoli per un passatge proper al recinte d'Afrodita portant cistelles plenes d'objectes desconeguts per a elles.

### El teatre
El festival atenès de la Gran Dionísia incloïa cinc dies de representacions dramàtiques al Teatre de Dionís, i en Lenaia es feia una competició dramàtica com a part del seu festival. El fet que les dones tinguessin permís per assistir al teatre durant aquests festivals ha estat objecte d’un llarg debat per part dels classicistes, en gran part girant al voltant de si el teatre es considerava un esdeveniment religiós o cívic.
Jeffrey Henderson escriu que les dones eren presents al teatre, citant Les Lleis i Gòrgies de Plató, dient que el drama estava dirigit a homes, dones i nens. Henderson també esmenta històries posteriors sobre el teatre atenès, com ara el conte que Les Eumènides d'Èsquil havien espantat les dones del públic. Altres proves de la presència de dones al teatre d’Atenes inclouen l’absència de prohibicions contra la seva assistència i la importància de les dones en els rituals atenencs, especialment els relacionats amb Dionís.
Segons Simon Goldhill, les proves no són fonamentalment concloents. Goldhill escriu que el teatre es pot veure com un esdeveniment social i polític anàleg a l'Assemblea i a la sala judicial, i que les dones poden haver estat excloses. David Kawalko Roselli escriu que, tot i que la perspectiva de Goldhill és valuosa, no considera prou el propòsit ritual del teatre. Si les dones assistien al teatre, és possible que s'haguessin assegut per separat dels homes.
El teatre també va ser el lloc dels debats sobre les dones. A Hipòlit, la tragèdia d'Eurípides, el personatge homònim parla vehementment contra les dones que, segons ell, no haurien d’existir i són dolentes perque no tenen ànima; és cert que parla amb rancúnia vers a la seva madrastra Fedra. A Les Tesmofòries d'Aristòfanes, les dones reunides per la festa de Demèter fan una paròdia d’una assemblea democràtica on debaten sobre el càstig que s'ha d'imposar a Eurípides, «enemic de les dones», però sobretot reivindiquen el dret a emborratxar-se i tenir amants.

### La religió privada
Juntament amb els principals rituals religiosos comunitaris, les dones van tenir un paper important en la religió domèstica. Van ser especialment importants en la celebració de ritus de pas, especialment en casaments, parts i funerals. Les dones participaven en diversos rituals privats per preparar-se i celebrar el matrimoni. També van tenir un paper important en els rituals funeraris i de dol.
Abans del matrimoni, les noies feien ofrenes a Àrtemis, sovint de joguines infantils i pèls. Juntament amb Àrtemis, les noies feien sacrificis prematrimonials a Gaia i Urà, les erínies i moires, i als seus avantpassats. Era costum que la núvia es banyés el dia abans del seu casament, i molts dels atuells que s'utilitzaven per portar l’aigua per aquest bany (anomenats lutròfors) es van dedicar després a les nimfes. Per exemple, en un santuari d'una nimfa al vessant sud de l'Acròpoli d'Atenes, s'han descobert molts fragments de lutròfors amb la paraula Νύμφαι («nimfa») inscrita.
Per al període clàssic, les lleis designaven quines dones podien plorar en un funeral; les ploramorts havien de ser cosines del difunt o tenir una relació familiar propera amb el difunt. Les dones podien influir en els arranjaments funeraris; l'orador Iseu de Calcis en Sobre l'herència de Quiró, va explicar que va accedir als desitjos de la seva àvia sobre com seria enterrat el seu avi. Aquesta responsabilitat continuava després del funeral i les dones visitaven regularment les tombes dels membres de la família per entregar ofrenes. Habitualment, es visitava una tomba als tres, nou, trenta dies, i a l'any després del funeral. Les imatges dels lècits mostren dones portant ofrenes a les tombes.

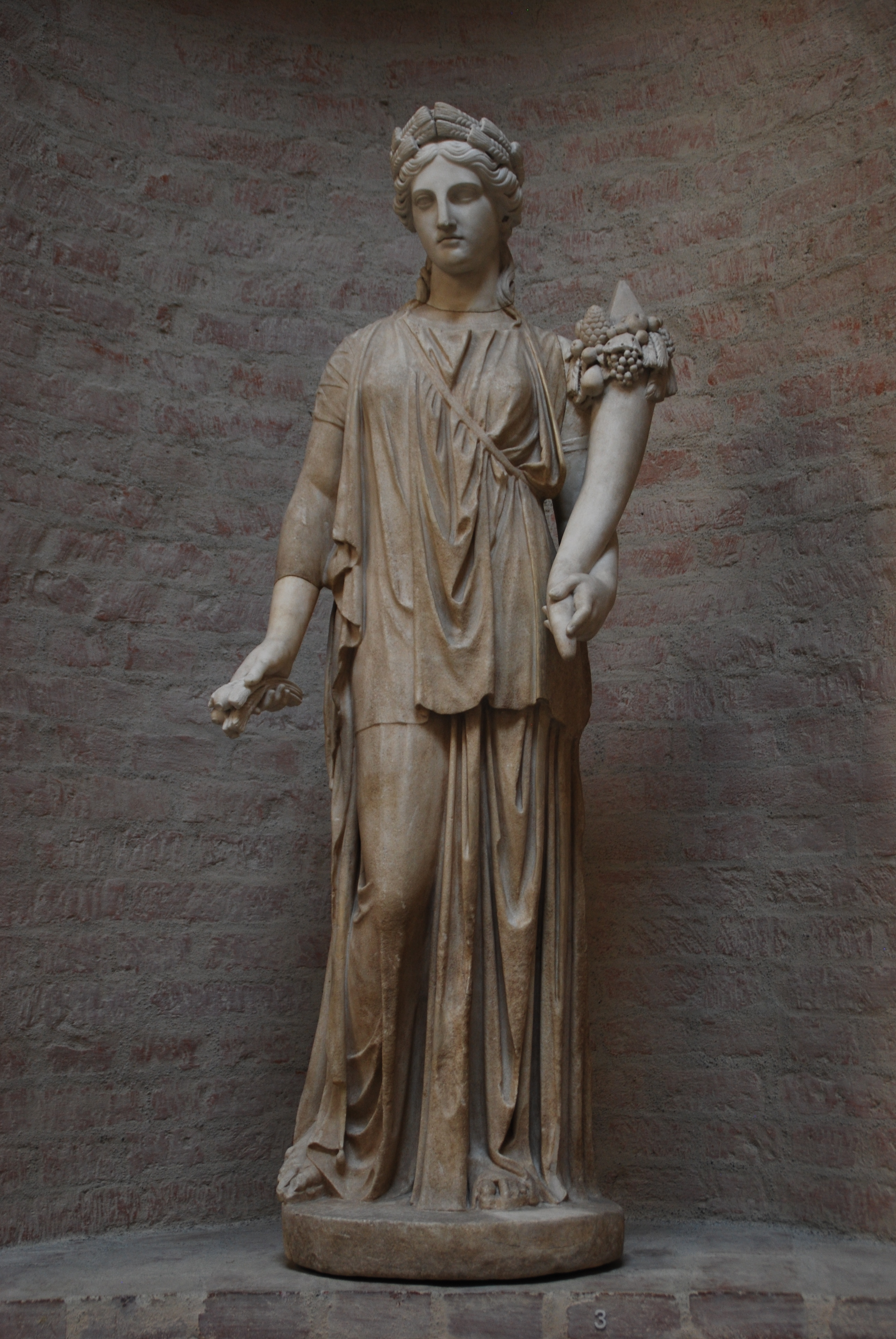
Estàtua d'Àrtemis. Còpia d'un original del segle iv aC anomenada «Àrtemis de Dresde»
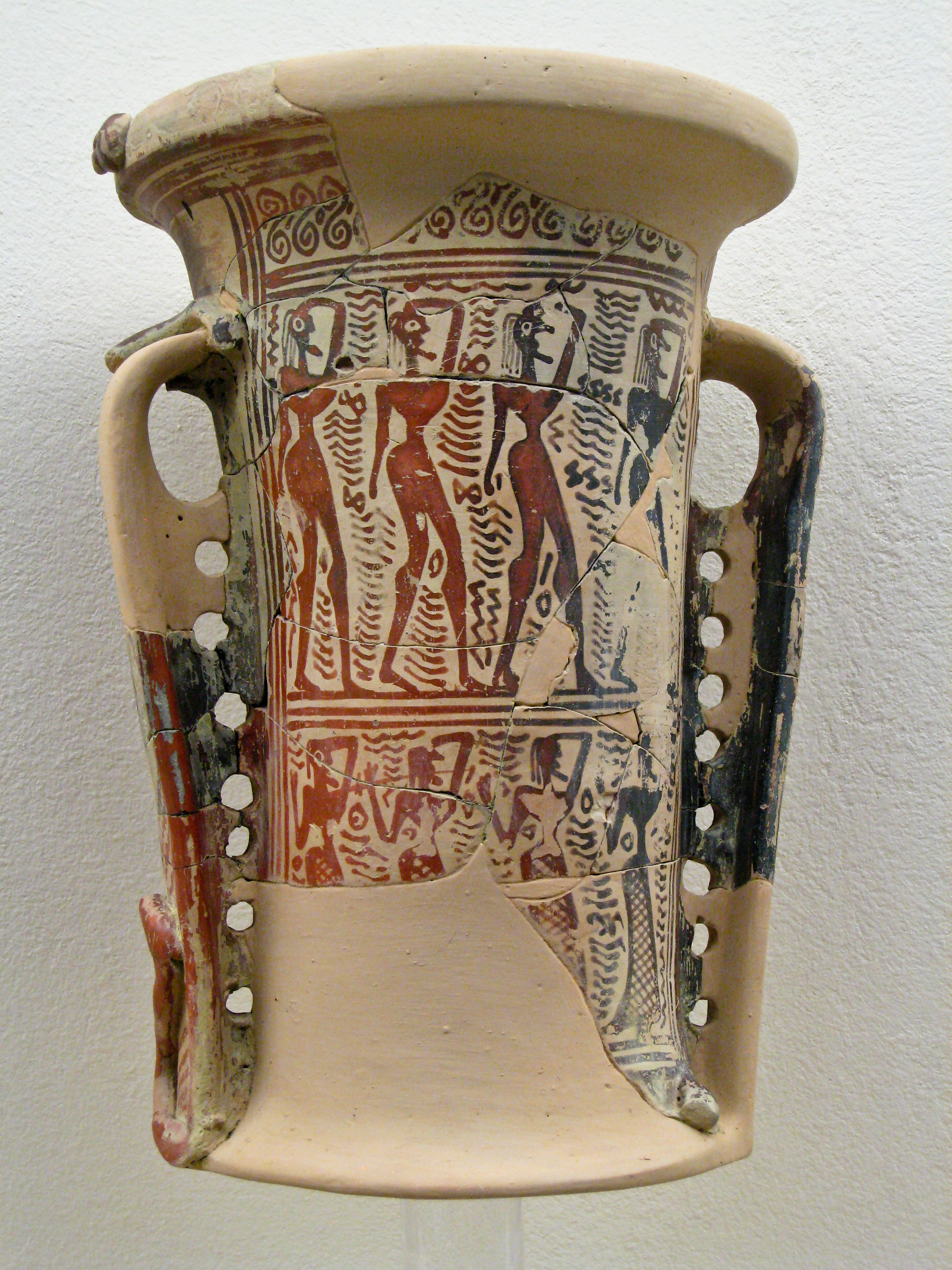
Ploramorts. Coll d'un lutròfor, c. 750-700 aC
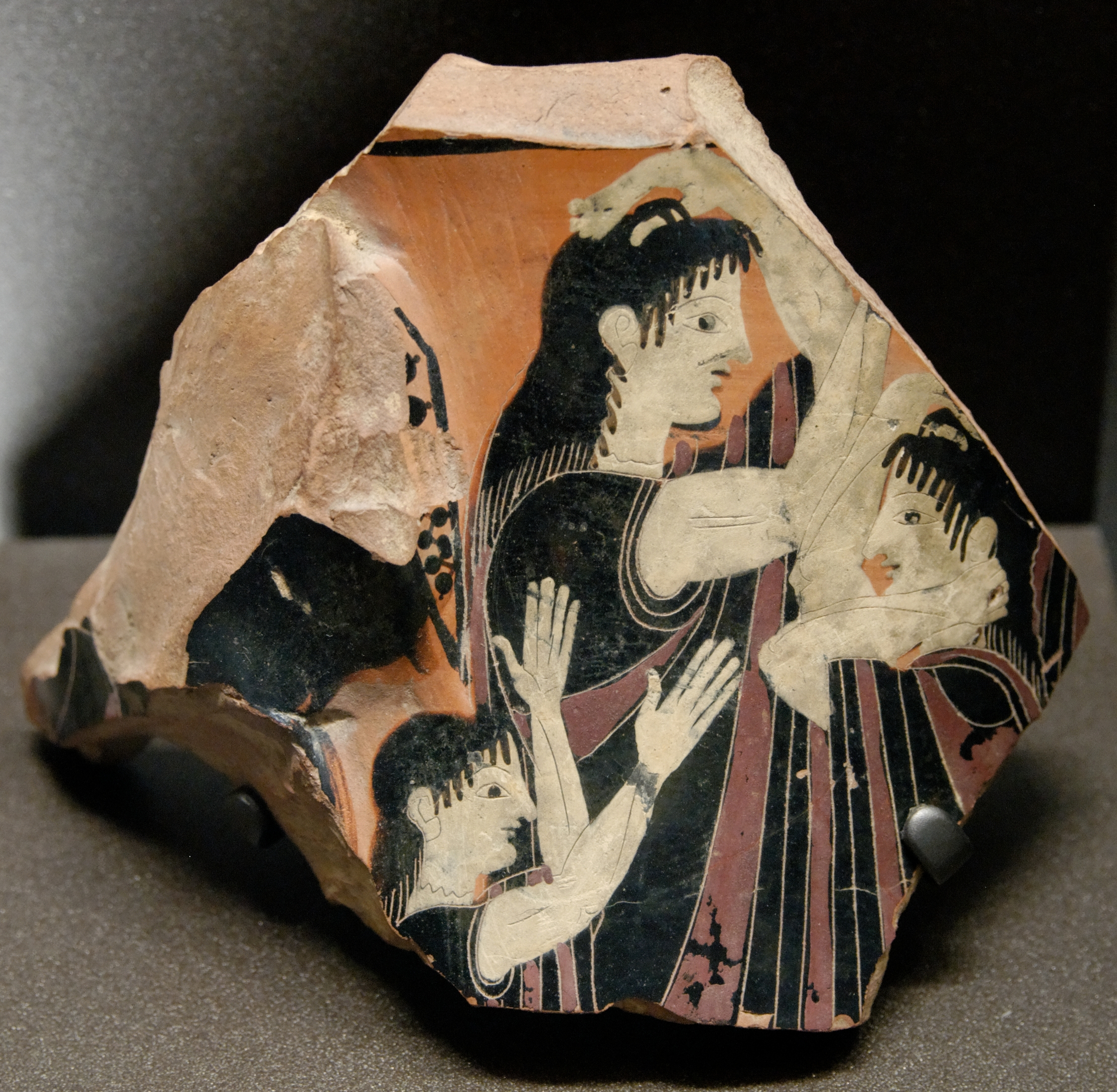
Ploramorts. Fragment d'un lutròfor àtic amb figures negres, c. 535-525 aC
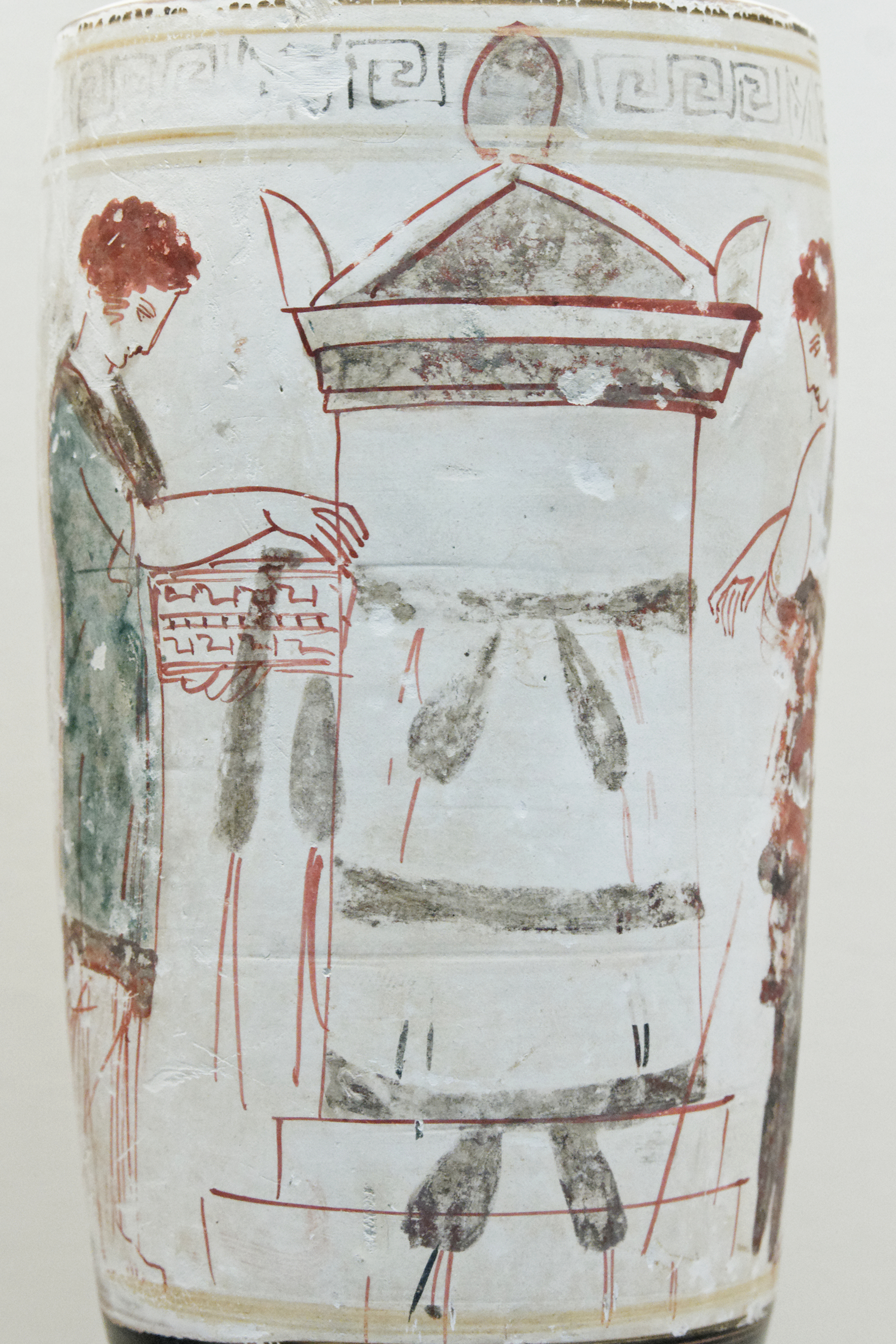
Les dones eren les responsables de visitar tombes i entregar ofrenes, com es mostra en aquest lècit

## Les activitats econòmiques
El poder econòmic de les dones ateneses estava legalment restringit. Els historiadors han considerat tradicionalment que les dones gregues antigues, particularment a l'Atenes clàssica, no tenien poder econòmic. Les dones ateneses tenien prohibit realitzar transaccions econòmiques per un valor superior a un medimnos d'ordi, suficient per alimentar una família mitjana durant sis dies. Tanmateix, en almenys un cas, se sap que una dona atenesa va tractar amb una suma significativament més gran. Deborah Lyons escriu que l'existència d'aquesta llei «ha estat qüestionada recentment». Malgrat això, no hi ha evidències que les dones ateneses posseïssin terres o esclaus (les dues formes de propietat més valuoses).

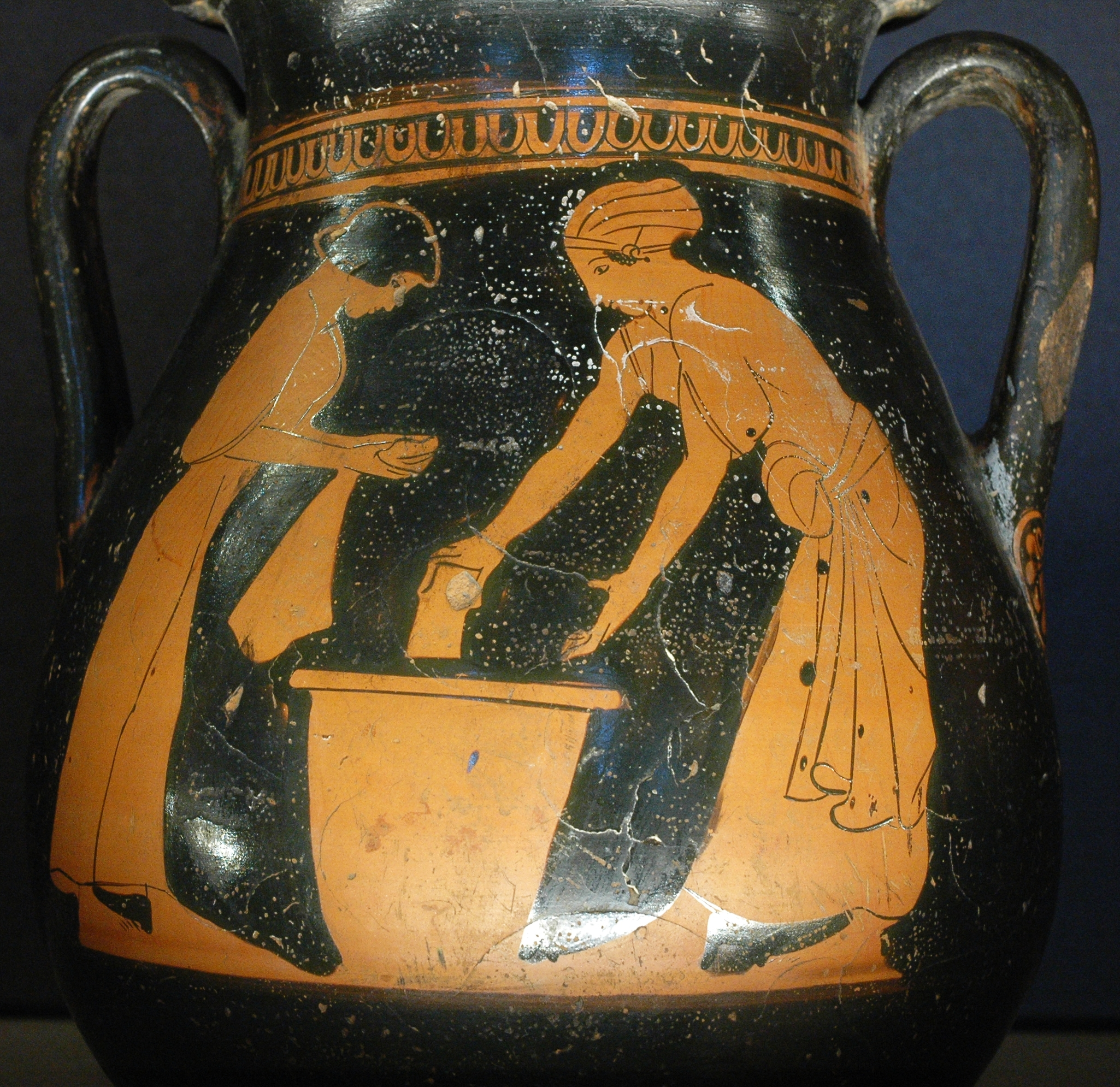
Dones rentant roba. Pelike àtic amb figures vermelles, c. 470-460 aC
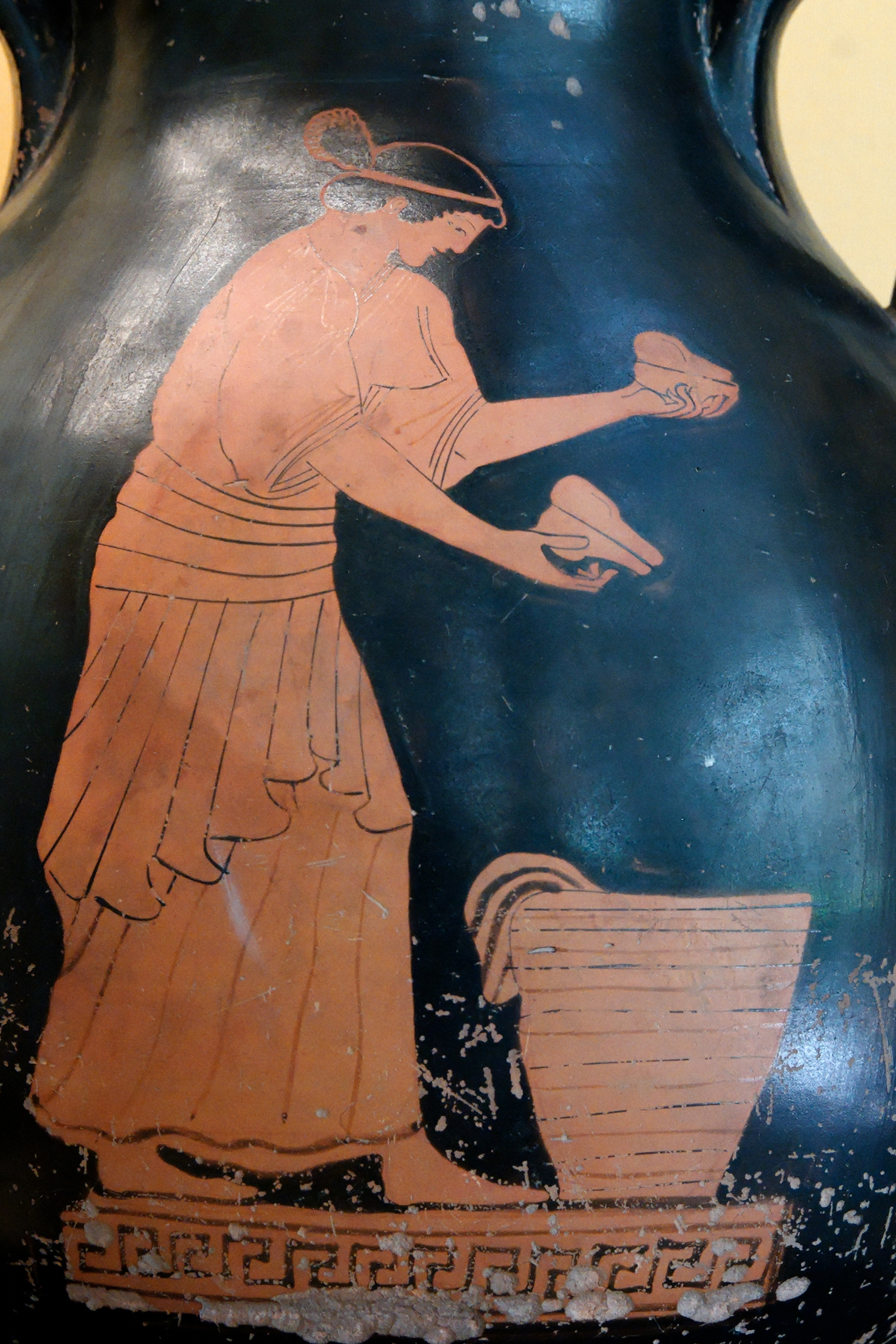
Una venedora ambulant que ofereix fruites i pastes apilades en una gran cistella. Pelike àtic amb figures vermelles

Tot i que no es permetia legalment a les dones ateneses disposar de grans quantitats de diners, sovint tenien dots importants que els donaven suport al llarg de la seva vida. Els ingressos d’un dot podien ser significatius. Com més gran era el dot de la dona en relació amb la riquesa del seu marit, més influència tindria a la llar, ja que la dona podia conservar el dot si la parella es divorciava. Les dones ateneses també podien adquirir béns per herència si eren del parent supervivent més proper, però no podien adquirir o disposar de béns contractualment.
Les dones ateneses respectables van romaien separades dels homes no relacionats amb elles, i els ciutadans atenencs van considerar que era degradant que les dones ciutadanes treballessin, però les dones (lliures i no lliures) estaven acreditades com a treballadores en diverses ocupacions, que eren una extensió de les feines domèstiques, com ara el treball tèxtil i el rentat, i aquelles que no estaven relacionades amb les tasques domèstiques: sabateres, dauradores, teixidores de xarxes, terrissaires i mosses de quadres.
Algunes dones ciutadanes ateneses eren comerciants, i la legislació atenesa prohibia la crítica a qualsevol persona (home o dona) per vendre al mercat. Les dones també haurien anat al mercat a comprar béns; tot i que les dones riques posseïen esclaus que podien enviar a fer encàrrecs, les dones més pobres anaven elles mateixes al mercat.

### La prostitució a Atenes de l'època clàssica
A Atenes de l'època clàssica, la prostitució femenina era legal, tot i que les prostitutes no tenien una bona reputació, i la prostitució estava tributada.
Les prostitutes a Atenes podien ser «pornai» (πέρνημι («venuda») -> πόρναι, les prostitutes de classe baixa) o «hetairai» (ἑταίρα («acompanyants»), un eufemisme per a les prostitutes de classe alta). Tot i que moltes eren esclaves o meteques (i es deia que els bordells administrats per l'Estat amb esclaves formaven part de les reformes de Soló), les dones ateneses també treballaven en el comerç sexual a Atenes. Aparentment, les pornai cobraven entre un i sis òbols per cada acte sexual; les hetairai eren més propenses a rebre bons regals i favors dels seus clients, cosa que les permetia mantenir una ficció que no se les pagava pel sexe.

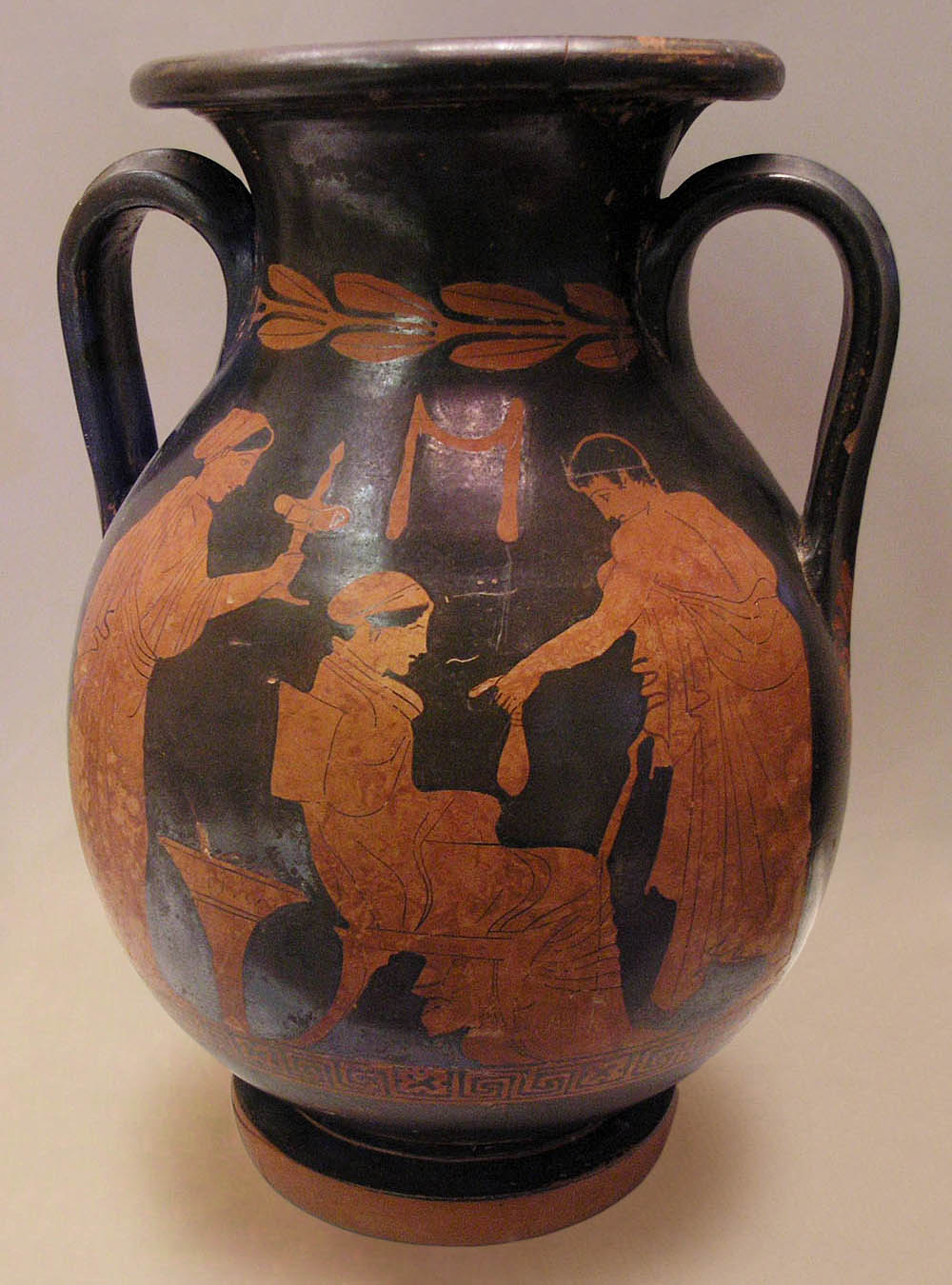
Prostituta i el seu client. Pelike àtic amb figures vermelles. Polignot, c. 430 aC
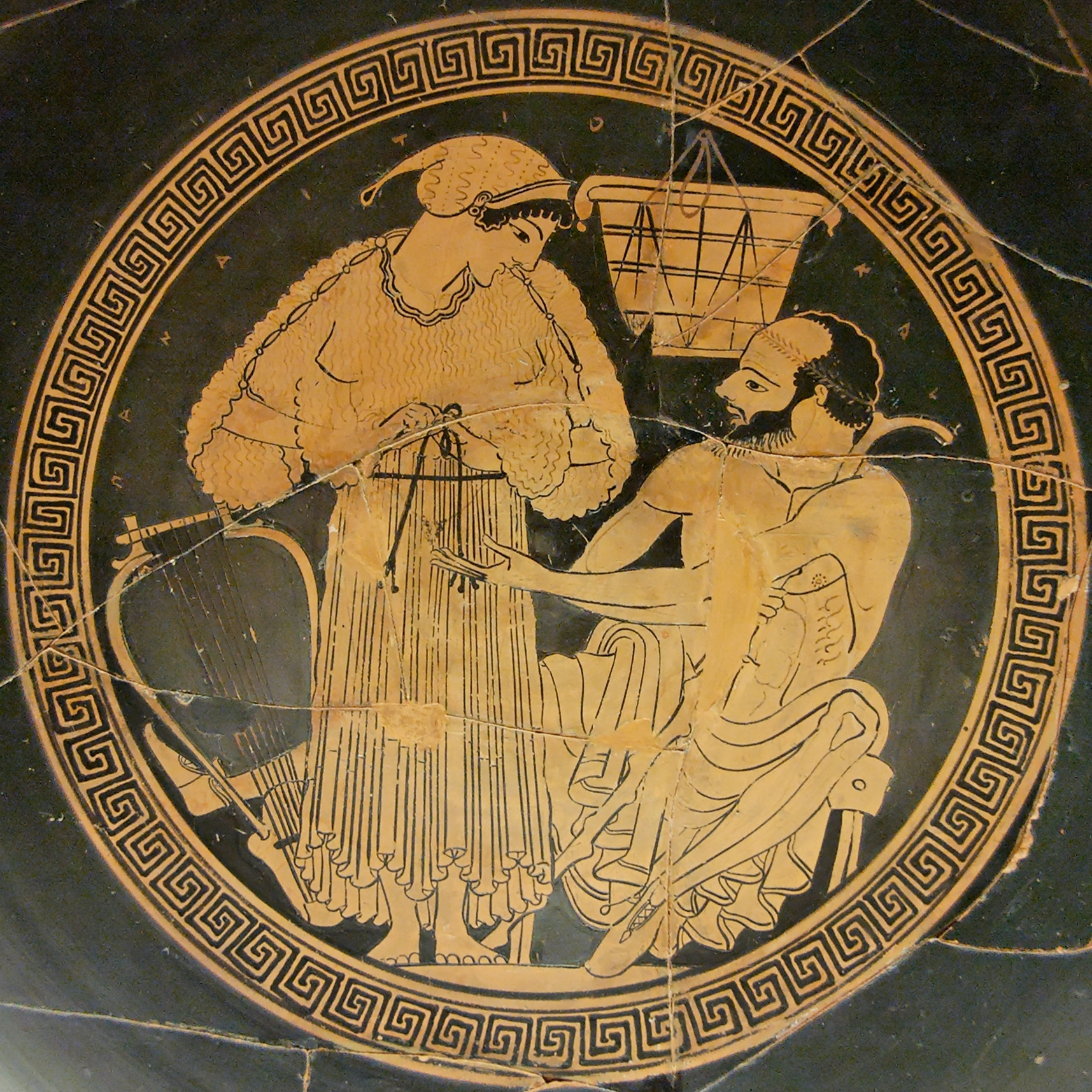
Una prostituta posant-se el seu himatió davant del seu client. La lira mostra que és una músic cridada per a un simposi. Tondo d'un cílix àtic amb figures vermelles. Eufroni, c. 490 aC
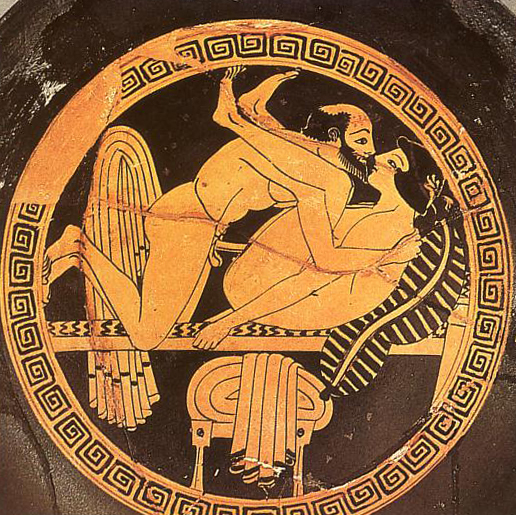
Acte sexual. Tondo d'un cílix àtic amb figures vermelles, c. 470 aC. Museu Nacional Etrusc de Tarquinia, ARV 367,94.
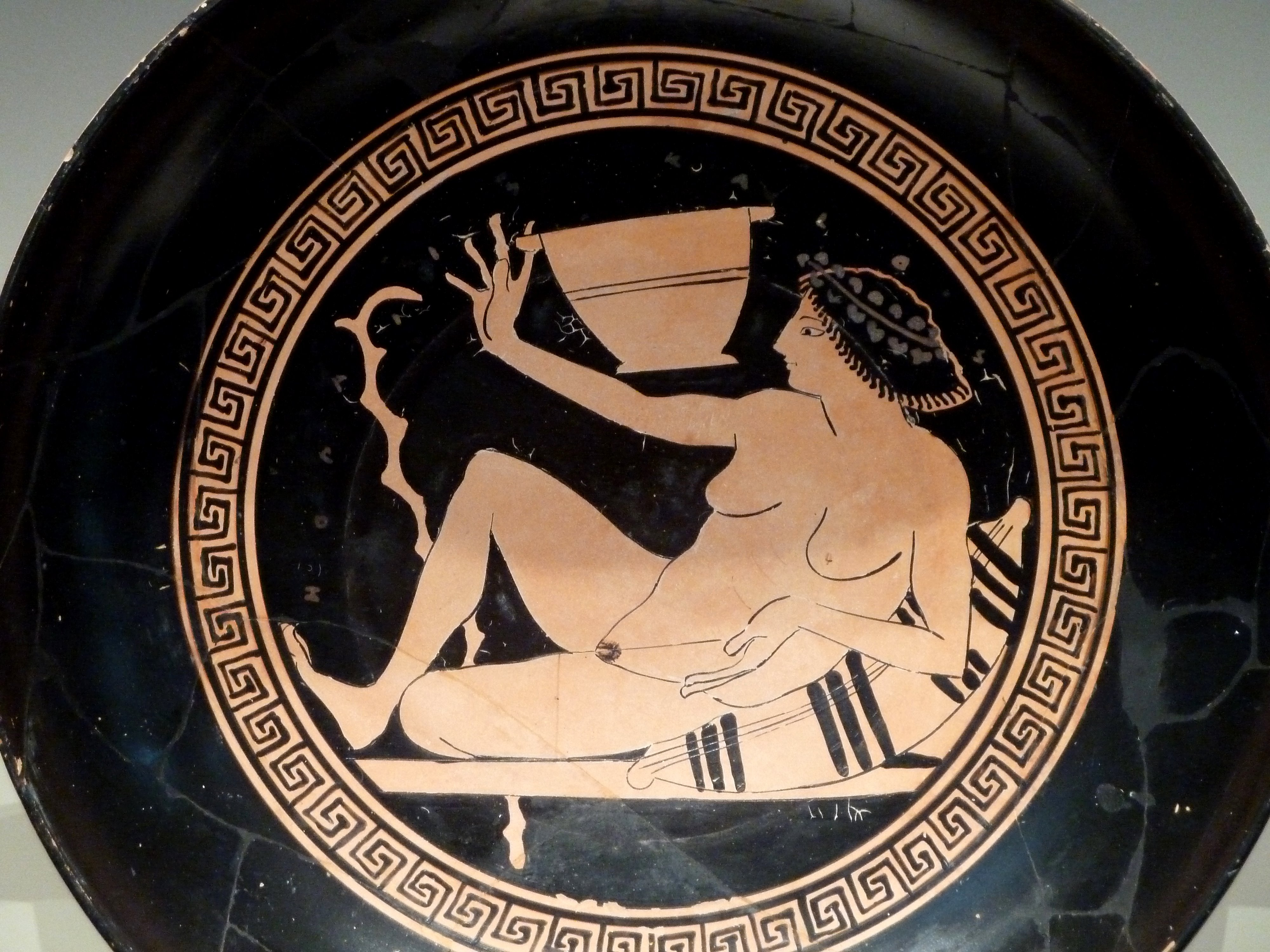
Cílix amb una hetera jugant al còtabos, un joc que es practicava durante els simposis que consistia en llençar les restes de vi contra un blanc predeterminat, c. 500 aC

Sovint les prostitutes eren contractades pels amfitrions de simposis com a entreteniment per als hostes, tal com es veu a les pintures d'objectes amb figures vermelles. També es dibuixaven prostitutes en gots per beure com a pinups per a l'entreteniment dels homes. Les ballarines i les músiques que entrenien en els simposis podien ser agredides sexualment; a la comèdia d'Aristòfanes Les Tesmoforiants (Θεσμοφοριάζουσαι, «Les que celebren les Tesmofòries») una noia ballarina és tractada com a prostituta quan Eurípides paga un dracma a la noia per a tenir relacions sexuals amb un guàrdia per distreure'l.

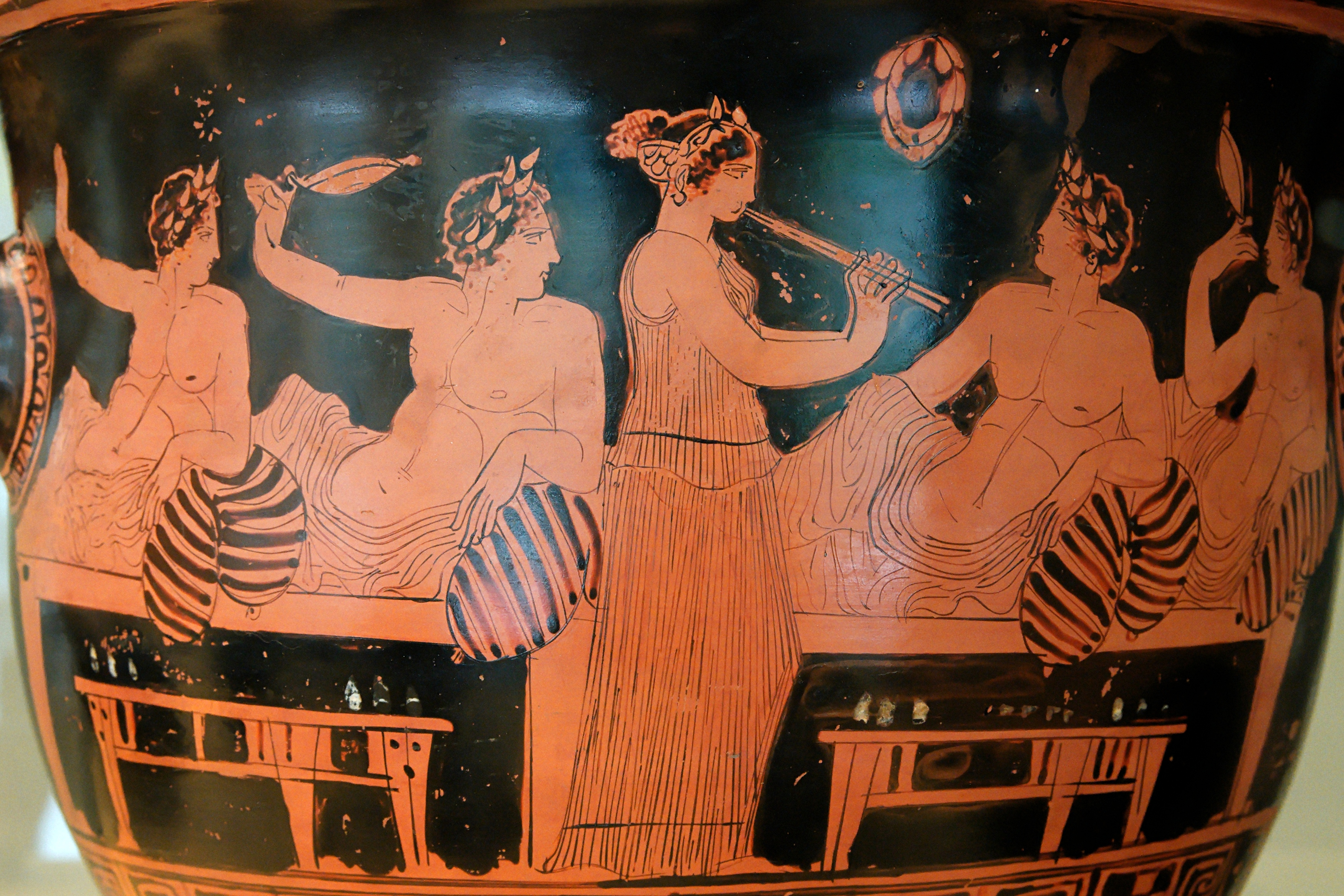
Escena d'un simposi: homes jugant al còtabos mentre una noia toca l'aulos. Cràter de campana àtic de figures vermelles
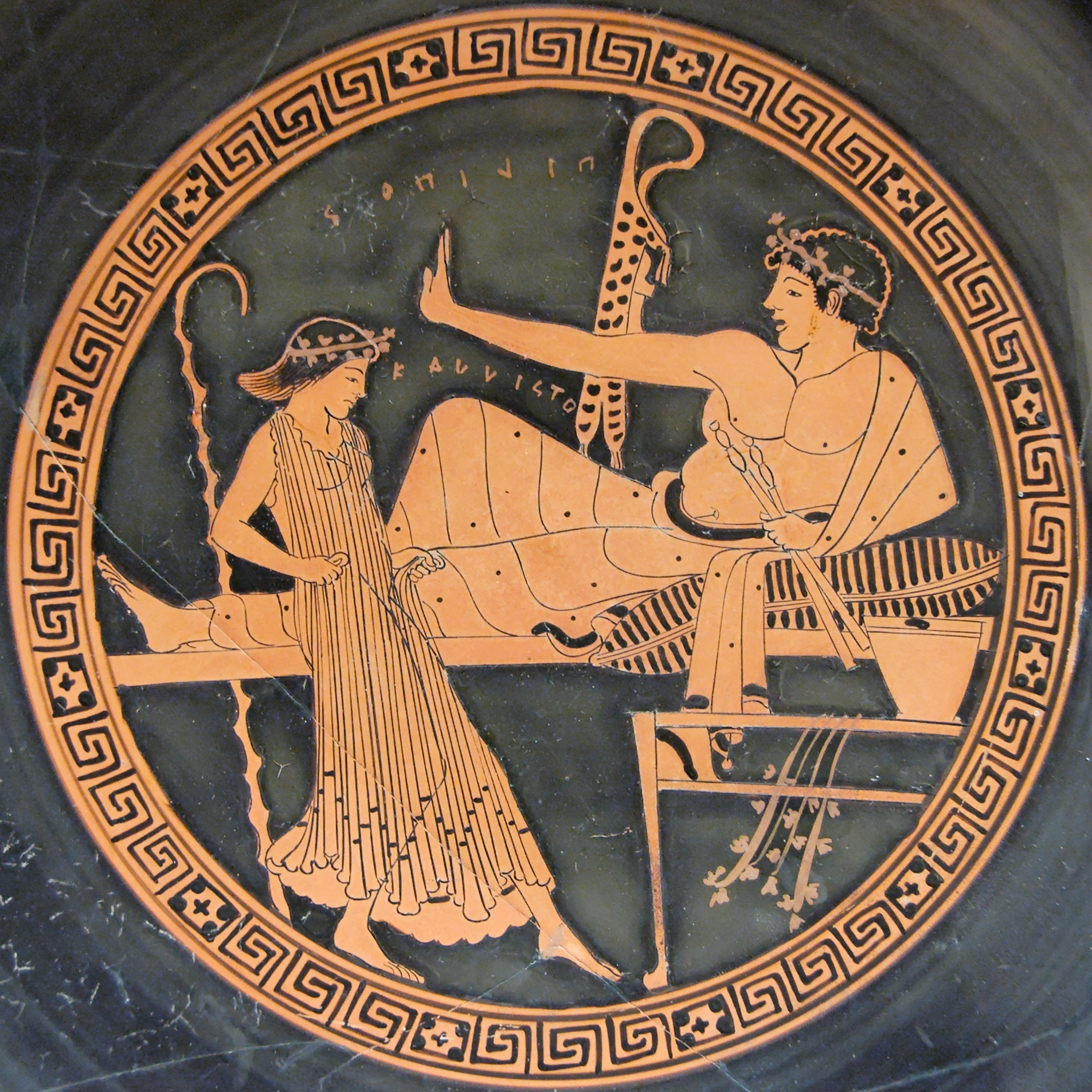
Escena d'un simposi: un jove reclinat amb un aulos en una mà i una ballarina. Inscripció «PILIPOS KALLISTO» (Felip és el més bell). Tondo d'un cílix àtic amb figures vermelles, c. 490-480 aC
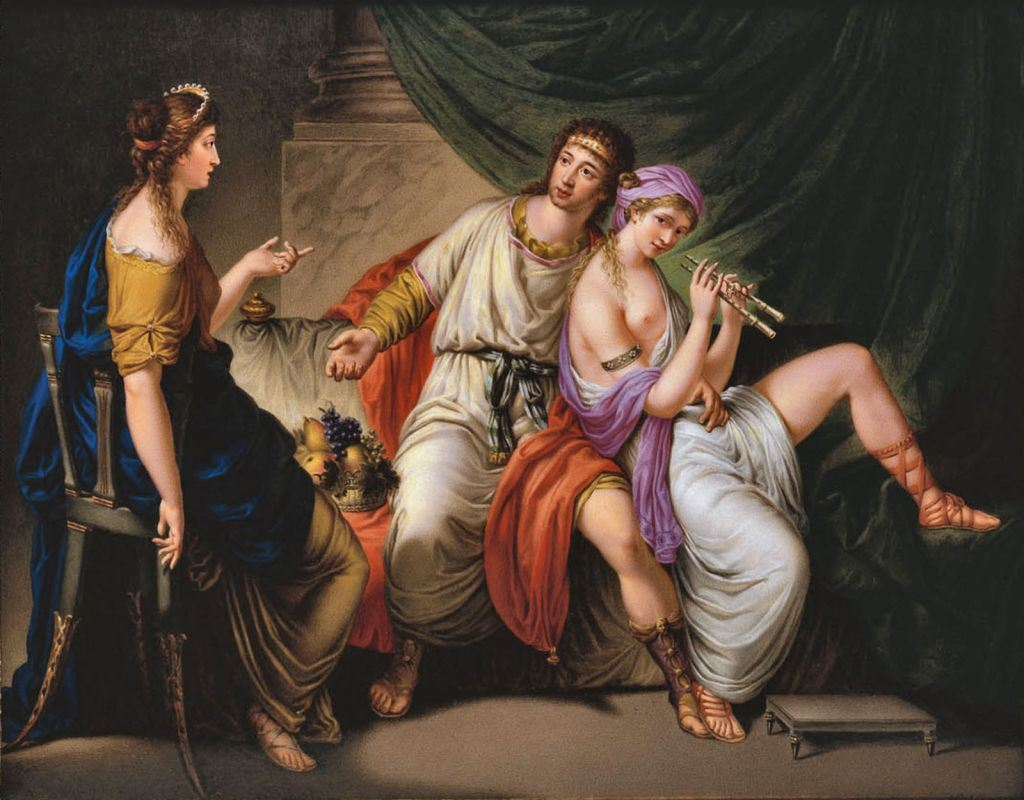
Demetri Poliorcetes amb la flautista Làmia i la seva amiga Demo, de Franz Caucig

Les hetairai podien ser les dones més independents, riques i influents d'Atenes, i podien establir relacions a llarg termini amb homes rics i poderosos. Les hetairai amb més èxit eren lliures de triar els seus clients, i de vegades es convertien en concubines dels seus antics clients.
Les prostitutes ateneses cometien infanticidi amb més freqüència que les dones ciutadanes casades; Sarah Pomeroy suggereix que les prostitutes preferien tenir filles que podrien convertir-se també en prostitutes en lloc de fills. Algunes prostitutes compraven esclaves i recollien nenes abandonades per fer-les treballar en la professió.

## Algunes ateneses de l'època clàssica destacades
- Agnòdice (Ἀγνοδίκη)
- Asclepigènia (Ἀσκληπιγένεια)
- Aspàsia (metgessa) (Ἀσπασία)
- Aspàsia de Milet (Ἀσπασία)
- Clàudia Tisamenis
- Dàmaris (Δάμαρις)
- Elpinice (Ελπινίκη)
- Eurídice d'Atenes (Εὐρυδίκη ἡ Ἀθηναία)
- Fenàreta (Φαιναρέτη)
- Frine (Φρύνη)
- Hèdila (Ἥδυλη)
- Hipàrquia (Ἱππαρχία)
- Hipareta (Ἱππαρέτη)
- Làmia (Λάμια)
- Lastènia de Mantinea (Λασθένεια Μαντινική)
- Leaena (Λέαινα)
- Leimone (Λειμώνη)
- Myrtis (Μύρτις)
- Myrto (Μυρτώ)
- Neera (Νέαιρα)
- Ninos (Νινος)
- Periccíone (Περικτιόνη)
- Potone (Πωτώνη)
- Timarete (Τιμαρέτη)
- Vibul·lia Alcia Agripina (Βιβουλία Αλκία Αγριππίνα)
- Xantipa (Ξανθίππη)